# 大気汚染

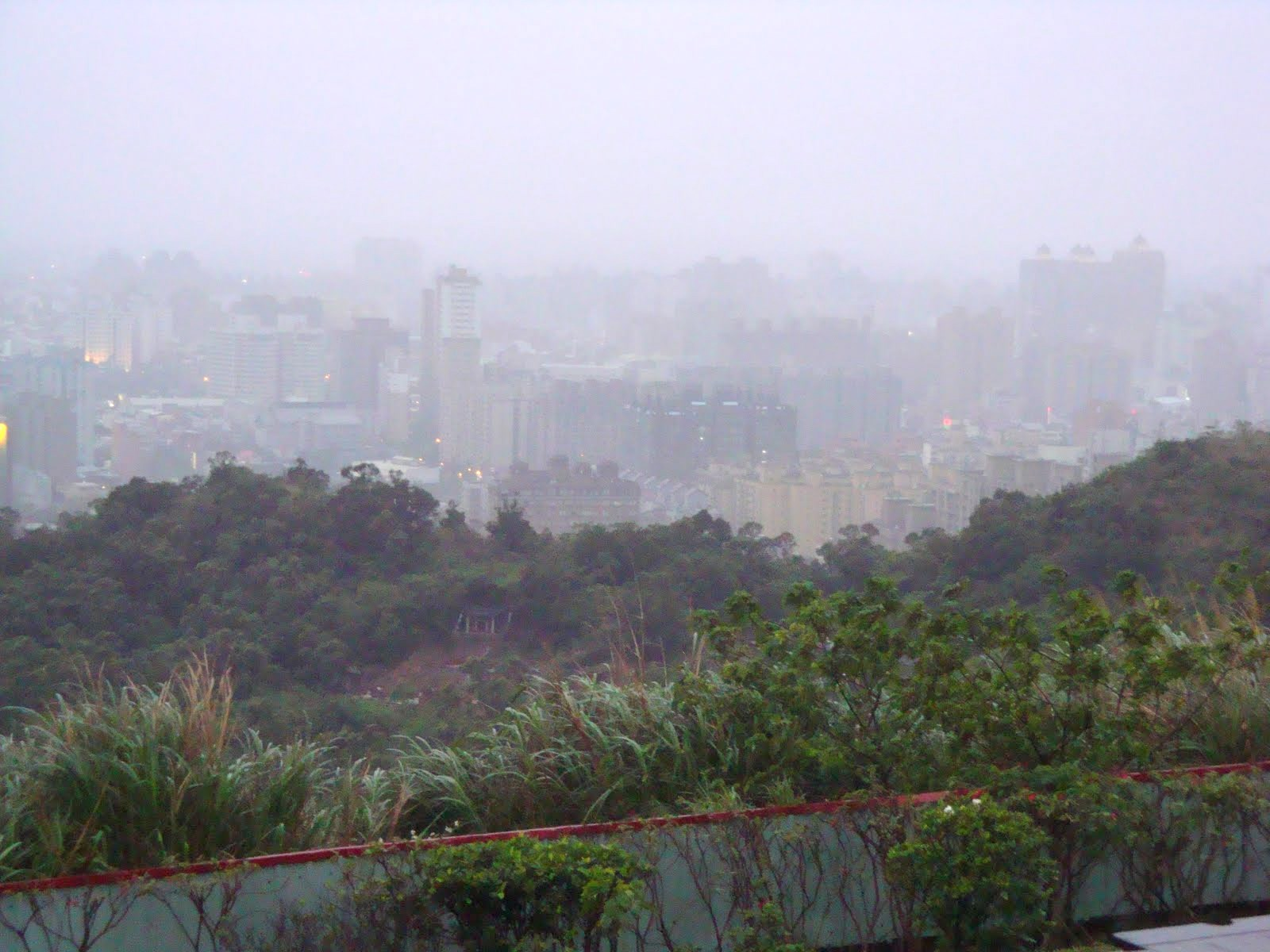
スモッグに覆われた都市（台湾）

大気汚染（たいきおせん）とは、大気中の微粒子や有害な気体成分が増加して、人の健康や環境に悪影響をもたらすこと。人間の経済的・社会的な活動が主な原因である。自然に発生する火山噴火や砂嵐、山火事なども原因となるが、自然由来のものは大気汚染に含めない場合がある。

## 概要
世界保健機関(WHO)は2018年の推計で、世界では大気汚染を原因として呼吸器疾患などで年間約700万人が死亡しており、世界人口の約90%が健康被害の恐れがあるレベルの大気汚染に曝されているとの推計を示している。ただ、2022年では、約670万人に減っている。特に都市部を中心に汚染が悪化しており、経済協力開発機構(OECD)は2012年、「2050年には大気汚染による死者が水質汚染による死者を上回って環境悪化による死者の最大の要因になるだろう」と予測している。発展途上国では薪の利用が多い事などから屋外よりも室内の汚染（室内空気質（室内大気質）の汚染。なお、単に大気汚染という場合は主に屋外の汚染を指す。）の方がリスクが高く、都市部ではこれに都市化による屋外汚染が加わる形になっている。室内汚染による死者は、国際エネルギー機関(IEA)の報告書によると2016年時点で年間350万人である。なお、2020年には320万人に減少している。

## 歴史

### 大気汚染の顕在化
大気汚染について述べた最も古い部類の文献としては、西暦61年に古代ローマのセネカが都市の煙や悪臭を嘆いた記述がある。
イギリスのロンドンでは9世紀半ばに既に「空気の悪さ」が知られていた。発展する工業や家庭用暖房の燃料として石炭の使用の増加により、大気汚染が進んで人体への影響が問題になり、1273年には健康を害するものとして石炭の使用を禁止。1306年には職人が炉で石炭を焚くこと（業務用）を禁止した。しかし、代替燃料が無かったため長続きせず、街の発展や人口の増加とともに深刻化していった。16世紀には、感染症や大火とともに大気汚染が大きな問題となった。当時の女王エリザベス1世は、議会の開催中にロンドン市内で石炭を燃やすことを禁止する命令を出している。また、17世紀後半の国王ウィリアム3世がロンドン市街の大気汚染を避けて、当時はまだ郊外であったケンジントン宮殿に移るなど、依然として汚染は続いた。

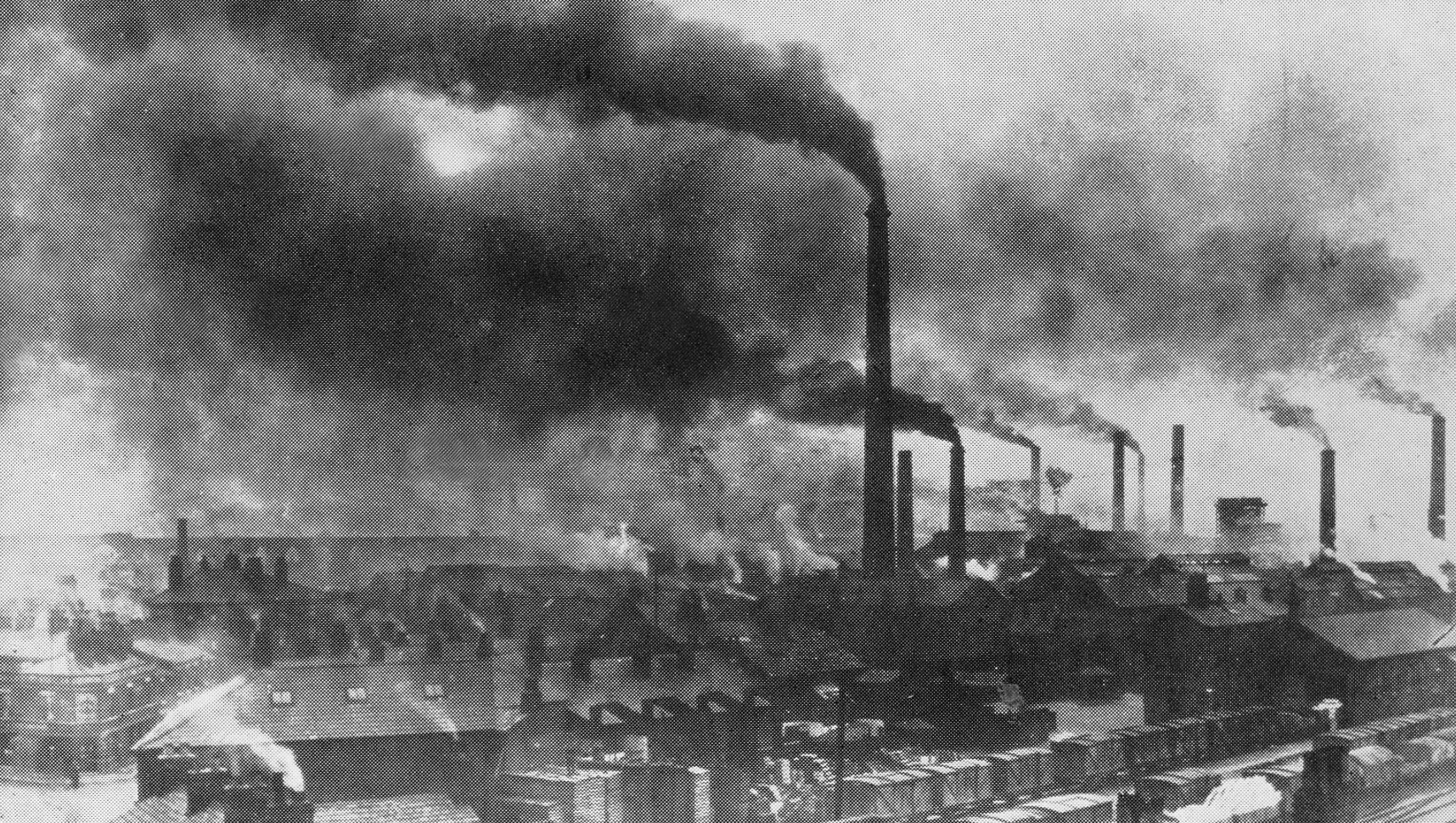
工場地帯の煙突群と煙、19世紀後半

工場の煙突と立ち上る煙、1942年

18世紀半ばのイギリスでは、産業革命によって工業化が急速に進み、ロンドンでは19世紀に入ると、汚染の酷い時期の「死者の増加数」が発表されるほど大気汚染は深刻化した。1905年には医師H. A. デ・ボーがロンドンの大気汚染に対してsmoke（煙）とfog（霧）を合成したsmog（スモッグ）という言葉を初めて用いた。以下、20世紀前半からの世界の大規模な大気汚染の事例を挙げる。
- 1910年代の1910年から1920年のロンドンでは、市街地の煤塵の降下量が1km2当たり年間200トン（1日で1m2当たり0.6gに相当する）に達した[2]。
- 1930年12月 ベルギーのマース川沿いの町エンギス(Engis)で、工場排気によるスモッグを伴った汚染が原因で健康被害が発生、通常の死亡数の10倍に相当する60人が死亡。家畜、鳥、植物にも被害を及ぼした[2][10][11]。（ミューズ渓谷事件（英語版））
- 1944年頃から アメリカ合衆国ロサンゼルスで、眼、鼻、気道などの粘膜の持続的・反復性刺激を伴う「白いスモッグ」による大気汚染が発生し始めた。当初は原因物質が何であるかよく分からなかったが、後に光化学オキシダントによるものと判明し、光化学スモッグという言葉が生まれた。ロサンゼルスは盆地状の地形で汚染物質が滞留しやすく、高気圧下で風の弱かった1951年夏には高齢者約400人が死亡している。対策は行われているが、21世紀に入ってからも続いている[2][10]。
- 1948年10月 アメリカのペンシルバニア州ドノラ(Donora)で、工場排気による汚染が発生、人口14000人中43%が重軽傷を負い、18人が死亡した。後に、無風状態が続いたことや川沿いの谷状の地形であったことが汚染物質を滞留させ、被害を大きくしたと分析されている[2][10]。（ドノラ事件（英語版））
- 1950年11月 メキシコのベラクルス州ポザリカ(Poza Rica)で、ガス工場の事故により大量の硫化水素ガスが漏れ出し、住民22000人中22人が死亡した。後に、盆地の中で弱風状態にあったことや霧が発生していたことが被害を大きくしたと分析されている[2][10]。
- 1952年12月 ロンドンで二酸化硫黄（亜硫酸ガス）を多く含んだ濃いスモッグが5日間にわたって停滞、約4,000人の死者を出した。これを契機としてイギリスでは大気浄化法が制定された[2][10]。1962年1月にも同様の大規模なスモッグが発生し、この時は数百人が死亡した[2]。（ロンドンスモッグ）
- 1984年12月2日 - 3日 インドのマディヤ・プラデーシュ州ボパールの化学工場で、作業ミスにより有毒ガスのイソシアン酸メチルが約2時間にわたり計40トン流出、風で市街地に流れて滞留し住民に健康被害をもたらした。死者は14,000 - 20,000人、被害者は35 - 40万人とされ、家畜の牛4,000頭も死亡、後遺症も報告されている。汚染物質の比重が重かったことや大気の混合度が低い深夜であったこと、適切な対応がとられず住民が避難できなかった事などが被害を拡大させた[12]。（ボパール化学工場事故）
- 2013年1月10日頃より、中華人民共和国の首都北京を中心とする華北の広範囲で高濃度汚染（スモッグ）が発生し、2月初旬までの3週間に亘って継続した。その間の最も汚染が酷かった1週間には、華北から中原さらに華東経て雲貴高原にまで至る国土の約3分の1（後日の発表では4分1とも言われている）で高濃度汚染（スモッグ）の発生が確認され、1月28日には中国主要74都市の約半分で空気質指数が最悪の「深刻な汚染」レベルに達した[13][14]。
- 2018年1月30日 モンゴルの首都ウランバートルにて3,320μg/m3（WHOが定めた国際基準の133倍）のPM2.5濃度が観測されている。近年、モンゴルでは首都集中型の大気汚染が深刻化しており、子どもたちの間では肺炎が蔓延しているとされる[15]。

### 研究と対処の進展

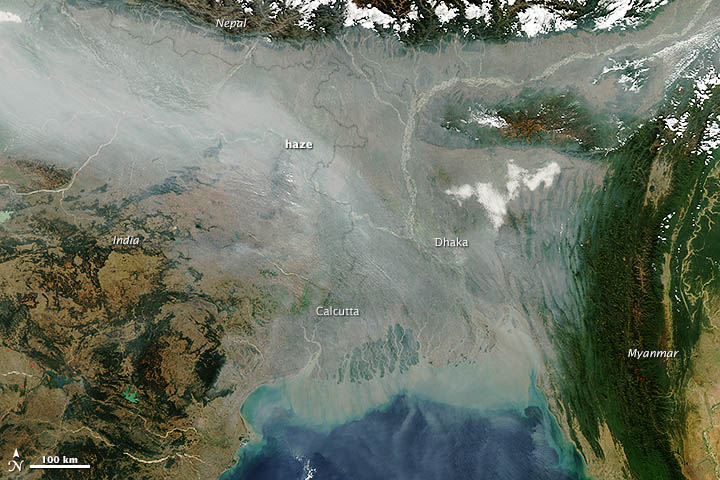
衛星写真で観測されたバングラデシュとインド東部の冬の深い霧と市街の大気汚染が混ざったものと推定されている。2013年1月12日

大気汚染の研究が進展したのは20世紀に入ってからである。著名な研究として、都市気候の中での大気汚染を論じたもの（A. クラッツァー(en)、1937年、ドイツ）、工業地域や都市での石炭の消費と大気汚染や煤塵の関係を論じたもの（C.E.P. ブルックス、1950年）、ロンドンにおける公園とその周囲の大気汚染を調べ比較したもの（C.W.K. ウェインライト、1962年）、大気汚染と都市計画について論じたもの（R.E. マン、1959年）などがある。これらを通じて集められた知見は法規制や大気汚染の予測へと進展する。
日本では、高度経済成長期の1960年代に大気汚染が増加するとともに研究が進展した。初期の著名な研究として東京・川崎の大気汚染について述べた伊藤、箕輪の研究があり、これをもとに両名は1965年に『大気汚染気象ハンドブック』を著している。1966年には学術誌『大気汚染研究』（現在の大気環境学会誌）が創刊されている。この頃から国や自治体など行政が主体となった組織的な研究が活発化した。1967年に制定・施行された公害対策基本法で「典型七公害」の一つとして大気汚染の規制が開始され、後の1993年には環境基本法に継承された。1968年には大気汚染防止法が制定されている。
中国では1980年代に研究が始まり、2001年には国内47都市の空気質予報のテレビ放送を開始している。
産業革命以来、燃料の主力は石炭であり、石炭の燃焼に伴う煤煙を多く含んだ「黒いスモッグ」による大気汚染が多かった。これに対処するため、煤煙の排出を規制することが行われた。煤煙を上空に送るほど気流は安定していて拡散しやすいことから、規制初期には煙突を高くする措置が取られた。例えば、日本では大気汚染対策初期の1970年頃から高さを増した集合煙突が増加した。しかし、これは発生源付近の地上の濃度を下げるだけで、汚染を拡散させているのに過ぎず、本質的な解決ではなかった。後に、煤煙を回収する集塵装置が開発・普及し、排気ガス処理が進む。

### 白いスモッグ・光化学スモッグの問題化と汚染の多様化

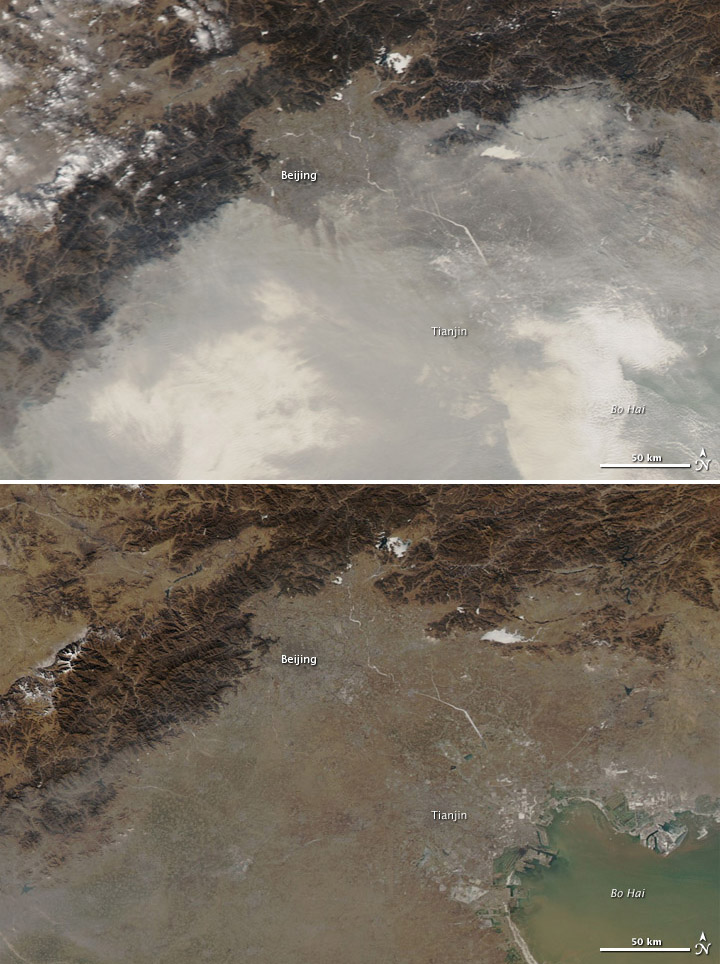
衛星写真で観測された中国北部北京・天津付近の激しい大気汚染、2012年1月10日（上）・11日（下）

一方、先進国では20世紀中盤から、燃料の主力が煤煙を多く出す石炭から石油に替わっていった。これにより煤煙は減少したが、石油に多く含まれる硫黄分に由来する硫黄酸化物、また自動車から排出される窒素酸化物・炭化水素、窒素酸化物と炭化水素が化学変化を起こしてできる光化学オキシダントが増加し、これらを多く含んだ「白いスモッグ」が大気汚染の中心となった。
二酸化硫黄の対策として、硫黄分を回収する脱硫装置の開発・普及が進められた。日本では1970年頃から脱硫装置の設置が進んだため、東京の二酸化硫黄濃度は1960年代後半の約60ppbが1970年から1985年にかけて約5分の1に減少、1990年代初めには約10ppbになっている。またアメリカのニューヨークでも1960年代後半の約80ppbから1990年代初めに約11ppbまで減少するなど、先進国では20-30年間で最も多かった時期の6分の1程度に減少させている。またアメリカでは大気浄化法の1990年改正において二酸化硫黄、窒素酸化物、水銀に排出取引制度が導入され、排出総量の削減に寄与している。
こうして先進国では煤煙や硫黄酸化物が削減されたが、次に光化学オキシダントを多く含んだ白いスモッグ、いわゆる「光化学スモッグ」が問題化した。日本では1970年に初めて発生している。光化学オキシダントを引き起こす窒素酸化物や炭化水素は、先進国でも大きな削減はできていない状況にある。
短期的な健康被害を及ぼす汚染が減少した先進国では、長期的な健康影響への関心が高まり、揮発性有機化合物などの有害化学物質が問題となった。これらに対しても規制が行われ、現在も健康影響の評価が進められている。
一方、温室効果ガスによる地球温暖化、フロン類などによるオゾン層の破壊も、地球規模の大気汚染（地球環境問題）として浮上した。
また、被害の全貌が明らかになった訳ではないが、1950-1960年代には大気圏内核実験により地球規模で放射性降下物の濃度（降下物の放射能）が上昇した。その後低下して、1990年代にはほとんどなくなっている。

### 途上国の高い汚染リスクと越境汚染問題
| 経済レベルと汚染物質の比率（UNHSP, 1990-1995年） | 経済レベルと汚染物質の比率（UNHSP, 1990-1995年） | 経済レベルと汚染物質の比率（UNHSP, 1990-1995年） | 経済レベルと汚染物質の比率（UNHSP, 1990-1995年） | 経済レベルと汚染物質の比率（UNHSP, 1990-1995年） |
| ------------------------------------------------ | ------------------------------------------------ | ------------------------------------------------ | ------------------------------------------------ | ------------------------------------------------ |
| 経済レベル/汚染物質                              |                                                  |                                                  |                                                  | 年平均濃度                                       |
| 発展途上国 二酸化窒素                            | 発展途上国 二酸化窒素                            |                                                  | 63µg/m2                                          | 63µg/m2                                          |
| 〃 二酸化硫黄                                    | 〃 二酸化硫黄                                    |                                                  | 48µg/m2                                          | 48µg/m2                                          |
| 〃 粒子状物質                                    | 〃 粒子状物質                                    |                                                  | 187µg/m2                                         | 187µg/m2                                         |
| 中進国 二酸化窒素                                | 中進国 二酸化窒素                                |                                                  | 56µg/m2                                          | 56µg/m2                                          |
| 〃 二酸化硫黄                                    | 〃 二酸化硫黄                                    |                                                  | 32µg/m2                                          | 32µg/m2                                          |
| 〃 粒子状物質                                    | 〃 粒子状物質                                    |                                                  | 70µg/m2                                          | 70µg/m2                                          |
| 先進国 二酸化窒素                                | 先進国 二酸化窒素                                |                                                  | 52µg/m2                                          | 52µg/m2                                          |
| 〃 二酸化硫黄                                    | 〃 二酸化硫黄                                    |                                                  | 20µg/m2                                          | 20µg/m2                                          |
| 〃 粒子状物質                                    | 〃 粒子状物質                                    |                                                  | 53µg/m2                                          | 53µg/m2                                          |

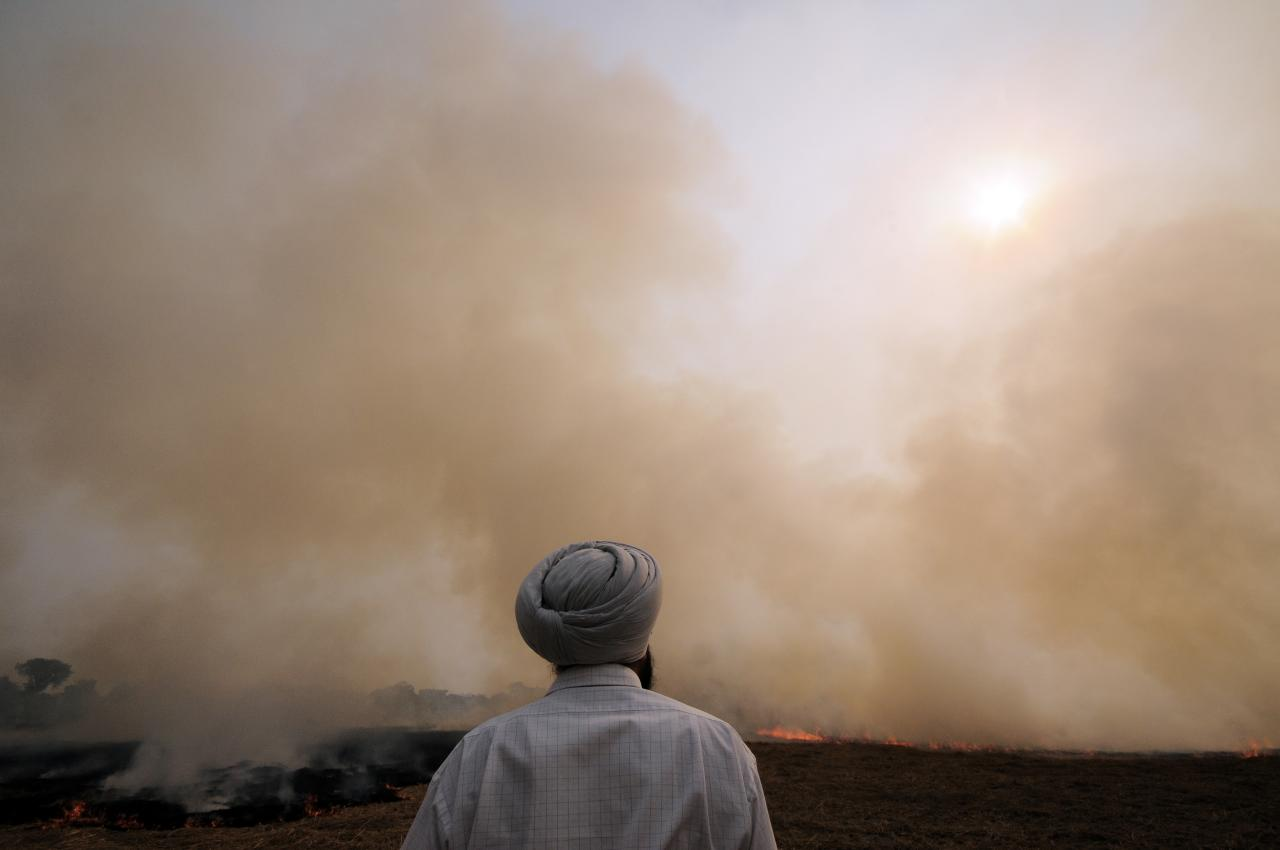
インドの野焼きの煙

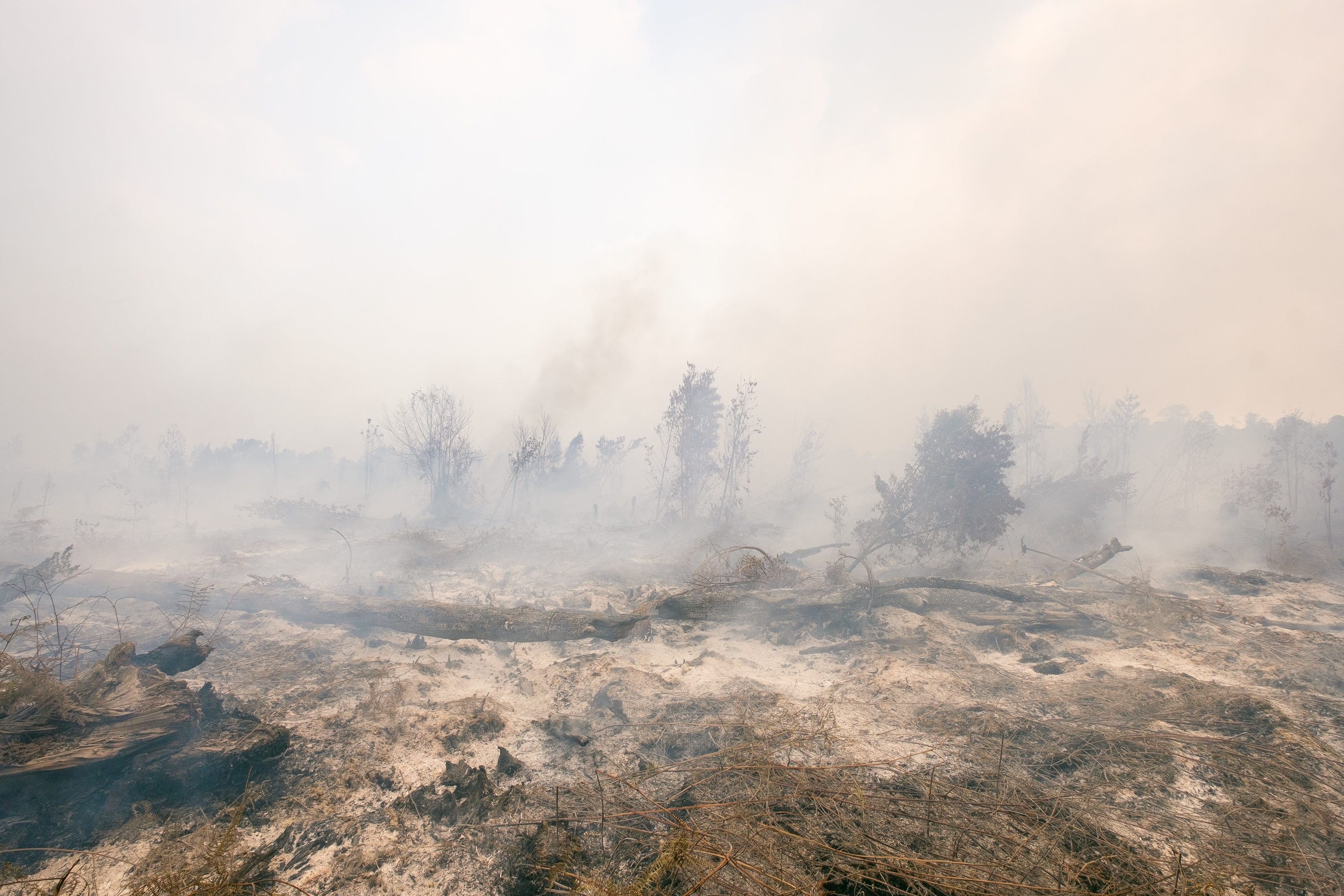
インドネシアの泥炭地の山火事

発展途上国では、先進国では削減に成功している煤煙や二酸化硫黄を主体とした大気汚染が依然として見られる。開発途上国と先進国の大気汚染物質濃度を比較した国際連合人間居住計画(UNHSP)の1990-1995年の資料によると、二酸化窒素の濃度は両者で大きな差はないが、二酸化硫黄は開発途上国が先進国の約2.5倍、粒子状物質は同じく約3.5倍である。排出源が家庭における調理や暖房などに由来するため規制が難しい構造があり、また貧困や教育の問題も関係している。更に、アジア・アフリカ・ラテンアメリカの人口が急増している都市や工業地帯では大気汚染が深刻な状況にある。
一方、ヨーロッパでは1960年代から酸性雨による生物への被害が深刻化し、越境汚染への関心が高まった。1969年にOECDが酸性雨問題に関して国際協力の必要性があることを勧告。1972年には西ヨーロッパ11カ国でモニタリングの枠組みが発足した。同年の国際連合人間環境会議では国境を跨いだ酸性雨が議題の1つとなり、世界にその被害状況が報じられた。各国は1979年に長距離越境大気汚染条約 (CLRTAP)を締結、1983年に発効し世界初の越境大気汚染に関する条約となった。加盟各国に対策、監視、情報交換を行うことを定め、以後段階的に拡充している。北アメリカのカナダとアメリカの間でも1970年代に酸性雨が越境汚染として問題化し、当初は主張が対立していたが、1980年に両国が覚書を交わして以降監視や情報交換を進め、1991年にアメリカ・カナダ空気質協定を締結している。
ヨーロッパや北アメリカではこうした汚染状況を明確化するため、各国の排出量や沈着量などのデータを作成し公表している。例えば、北欧のスウェーデンでは硫黄酸化物の93%、窒素酸化物の87%が国外から運ばれてきて沈着している（1994年時点）というデータが得られている。
東南アジアでは、森林（熱帯雨林）火災や泥炭火災の煙が大規模な煙霧となり周辺国にまで広がる越境汚染が、1980年代から深刻化した。1997-1998年には約9万km2に及ぶ火災によりブルネイ、インドネシア、マレーシア、フィリピン、シンガポール、タイの6カ国に広がる過去最大の煙霧が発生、2006-2007年にもカンボジア、ラオス、ミャンマー、タイの4カ国で空気質指数(AQI)が"Unhealthy"となる大規模な煙霧が発生している。これに対処するため、東南アジア諸国連合(ASEAN)加盟国は2002年に越境煙霧汚染ASEAN協定を締結（2003年発効）し、国家間の情報提供や連携した防止策を取り決めている。ただし、域内の泥炭面積の7割を有するインドネシアが条約を批准していない事や、所得の少ない農民によるアブラヤシ（パーム油の原料）生産のための開墾が森林破壊の主な原因で、伐採により露出して乾いた泥炭が火災を引き起こしている事などの問題があり、その後も越境煙霧汚染は度々発生している。
硫黄酸化物、窒素酸化物、酸性雨、スモッグ・煙霧などの越境汚染は、同様に大きな排出源を有するインド、バングラデシュなどの南アジアや、中国、韓国、日本などの東アジアでも発生している。東アジアでは1998年に酸性雨の原因物質の動向を監視する東アジア酸性雨モニタリングネットワーク(EANET)が発足している。

### 先進国における課題
技術革新と大規模な大気汚染源に対する規制の強化・摘発により、先進国では大気汚染は大幅に改善されたが、そうした努力にもかかわらず環境基準の完全な達成には至っていない。焦点となっているのは窒素酸化物や粒子状物質、オゾン、VOCである。
自動車が主な排出源である窒素酸化物は、規制強化に伴う事前予想に比べ濃度の低下が小さく、規制が不十分だとする意見もある。
ヨーロッパや北米では、娯楽用として、また他の燃料の価格上昇、更に再生可能エネルギーとしてバイオマス燃料が見直された影響などから薪ストーブの使用が拡大した。ヨーロッパでは2010年代に粒子状物質(PM2.5)の排出源の2割を占め、VOCのひとつベンゾピレンの濃度上昇などに寄与した。イギリスでも、2020年のPM2.5の約2割が薪ストーブ由来と推定され、世帯普及率は8%に過ぎないが、道路交通（自動車）より多く、それまでに石炭の使用減少など産業部門で減少した分が相殺されている。排出を抑える改良が行われているものの普及には時間がかかり、また屋内では汚染の大きな割合を占め、屋外に排出される分も少なくない影響があることから、規制へと舵が切られている。

## 汚染物質と汚染のメカニズム

### 汚染物質と発生源
大気汚染物質（「汚染質」とも呼ぶ）は、粒子（固体成分・液体成分）とガス（気体成分）に二分できる。主な汚染物質には以下のようなものが挙げられる。
- PM2.5を初めとする粒子状物質(PM)、ブラックカーボン、それらを含むばい煙
- 粉塵 - 火山灰や砂埃
- 排出ガス(排気ガス) - 一酸化炭素(CO)、硫黄酸化物(NOx)、窒素酸化物(SOx)
- 光化学オキシダント - 排気ガス等が光化学反応を起こして生じる。都市に多い汚染である。光化学スモッグなどと呼ばれる
- 揮発性有機化合物(VOC) - ホルムアルデヒドなどのアルデヒド類、多環芳香族炭化水素(PAH)の一部、ダイオキシン類など）などが代表的。シックハウス症候群の原因とされ、室内空気質の指標物質によく使われる。
- 石綿 - 鉱物や工業製品などが由来。

これらのうち、ばい煙、粉塵、排出ガス、光化学オキシダントは「古典的」大気汚染物質、ダイオキシンと石綿はそれ以降に問題化した大気汚染物質である。各物質が悪影響を及ぼし始める量（しきい値）を超えた時に大気汚染物質と呼ぶ。
法令用語としては、日本の大気汚染防止法は「ばい煙」、「粉じん」、「自動車排ガス」、「特定物質」、「有害大気汚染物質」の5種それぞれ中の特定の成分を大気汚染物質に指定している。
人間の健康に直接影響を与えるものではないが、フロン類、ハロン、代替フロンなどの「オゾン層破壊物質」によるオゾン層破壊（オゾンホール）や、二酸化炭素、メタン、亜酸化窒素、六フッ化硫黄などの「温室効果ガス」による地球温暖化も広義の大気汚染に含める場合がある。
主な大気汚染物質の発生源・発生プロセスと対応する汚染物質は以下のとおり。
- 燃焼 - NOx、SO2、CO、
CO2、PM、VOC[33][34]
  - 火力発電、産業（製鉄など）、交通・運輸（ガソリン自動車、ディーゼル自動車、航空機、船舶）、暖房（ストーブ、暖炉）、ごみの焼却、野焼き、調理（木質燃料）
- 石油製品からの揮発 - VOC、PAH[33][34]
- 自動車排気 - 鉛、マンガン[33][34]
- 産業廃棄物 - 鉛、カドミウム[33][34]
- 受動喫煙 - PM、PAH、ヒ素、ホルムアルデヒド、ニコチン、アクロレイン[33][34]
- 光化学反応 - オゾン[33][34]
- 火山活動 - SO2[33][34]
- 生物活動 - CO2、VOC[33][34]

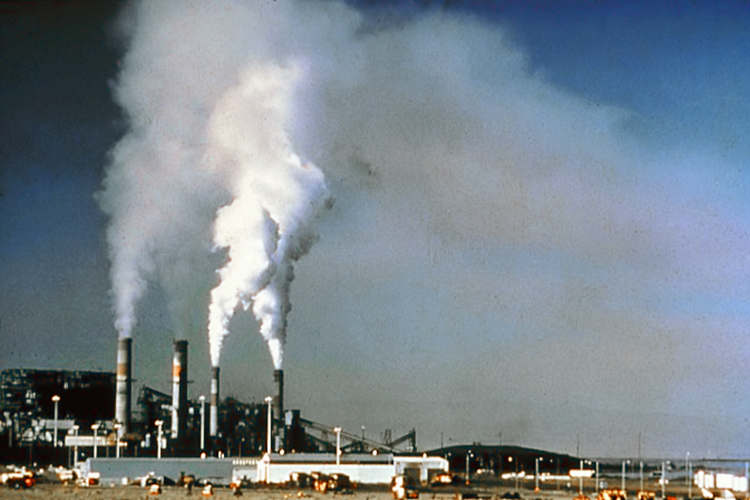
煙を吐き出す火力発電所
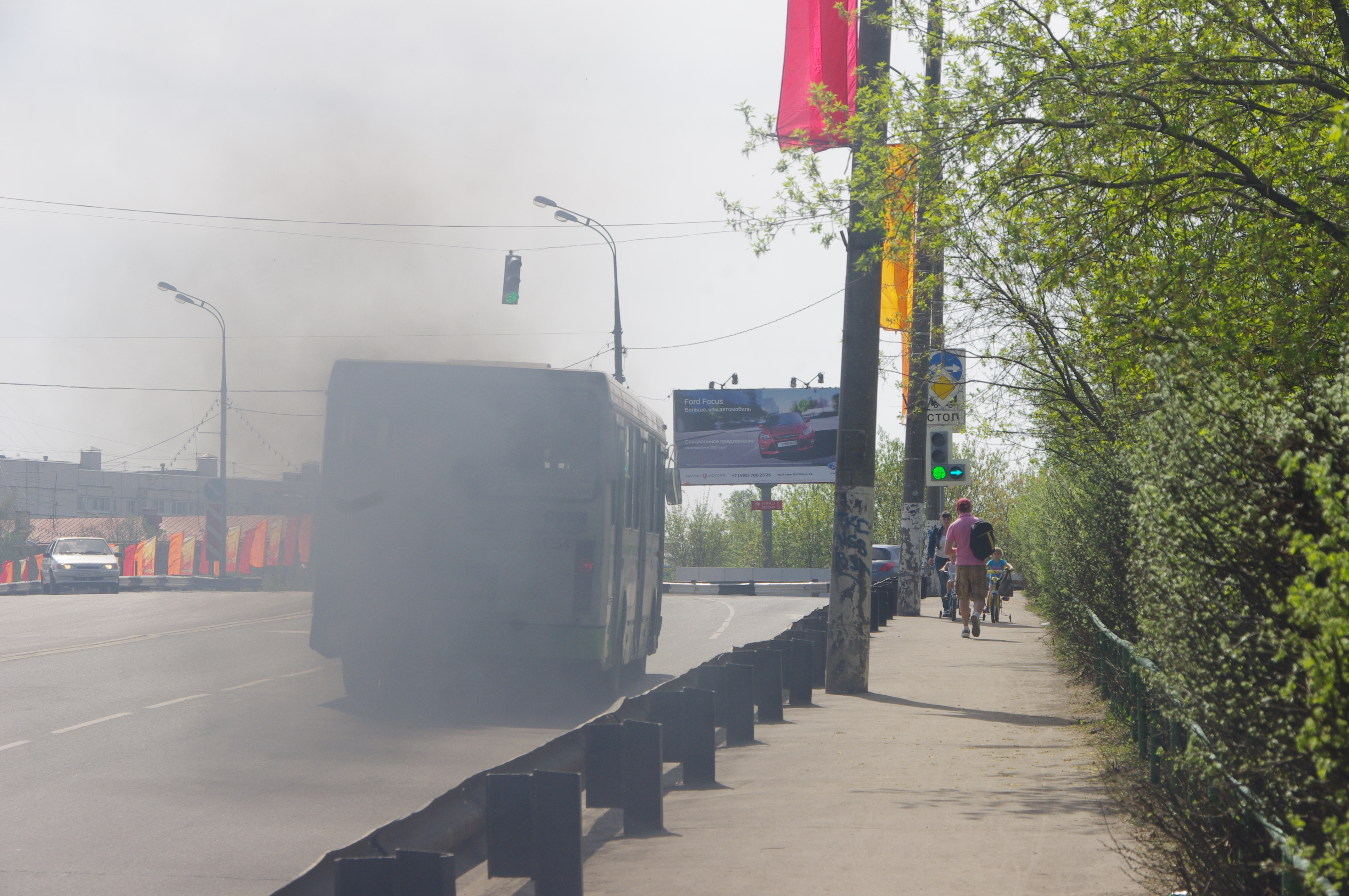
車の排気ガス
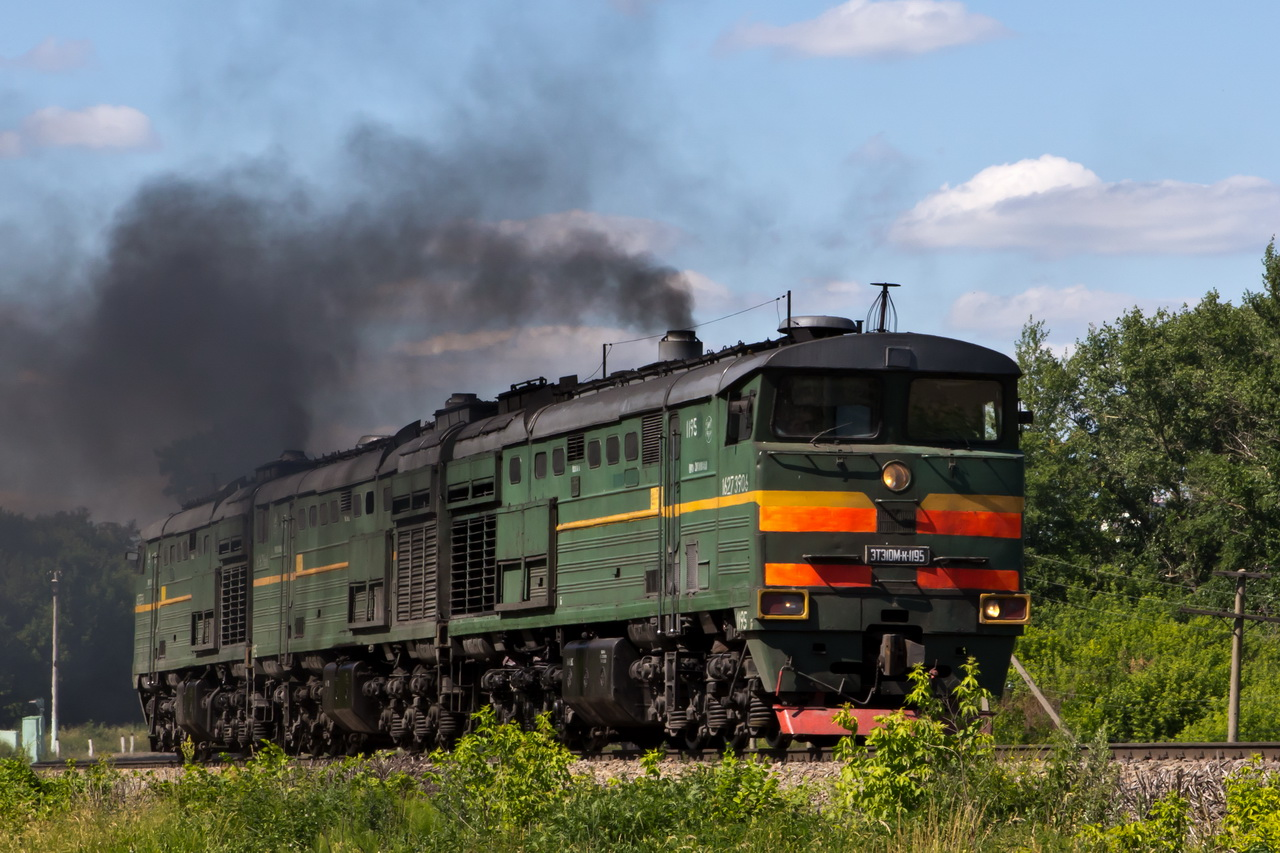
ディーゼル機関の黒煙
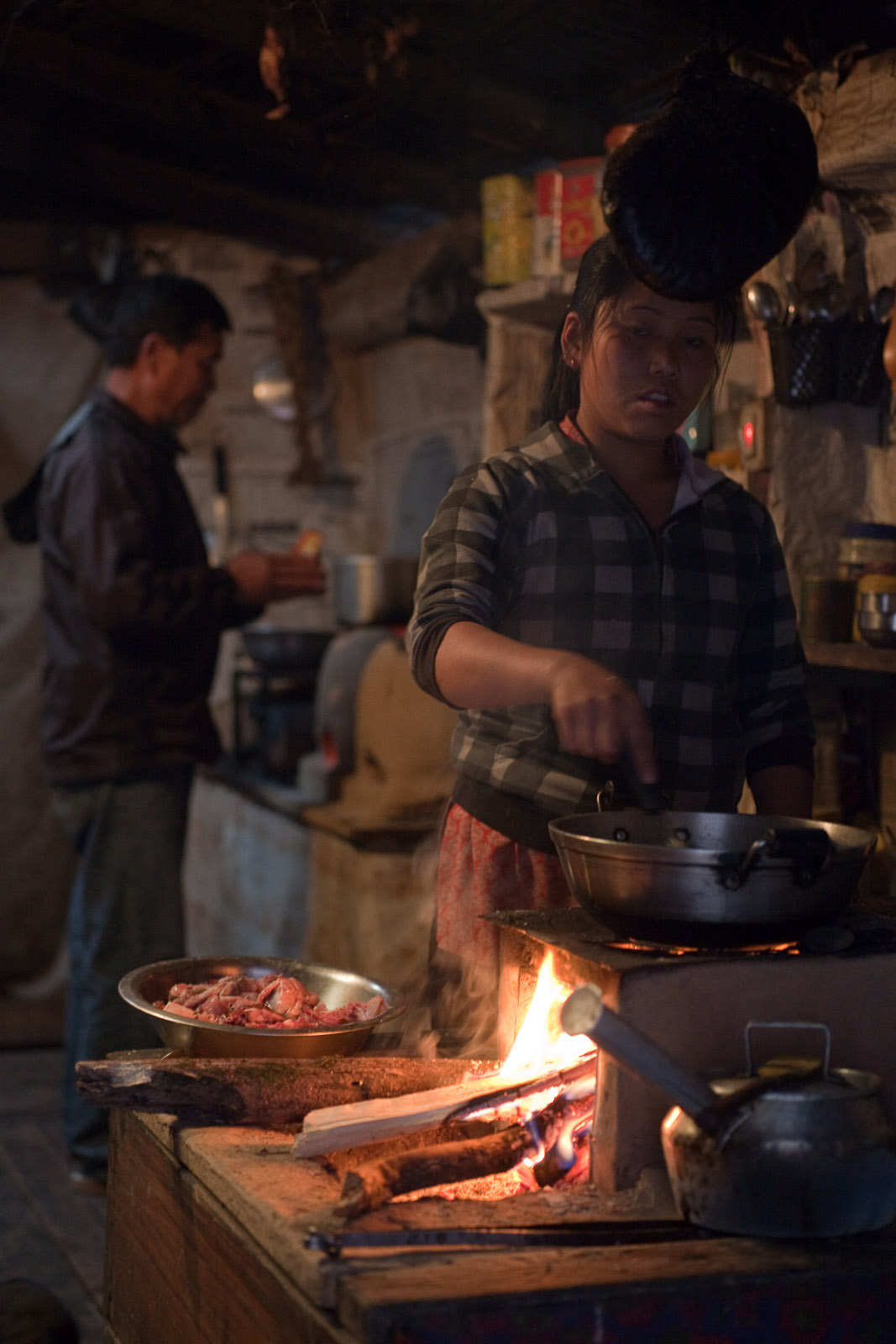
屋内調理
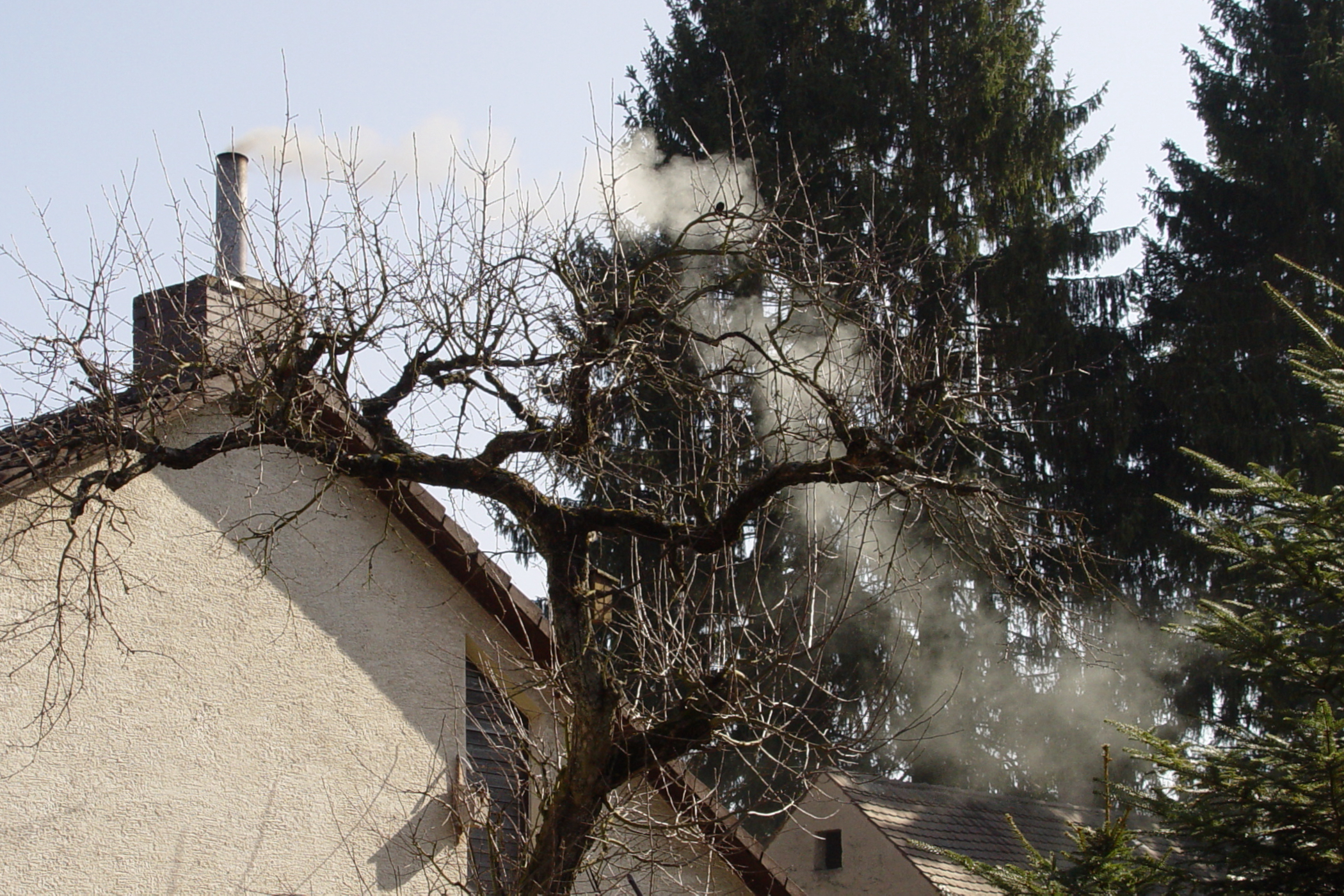
薪ストーブの排煙
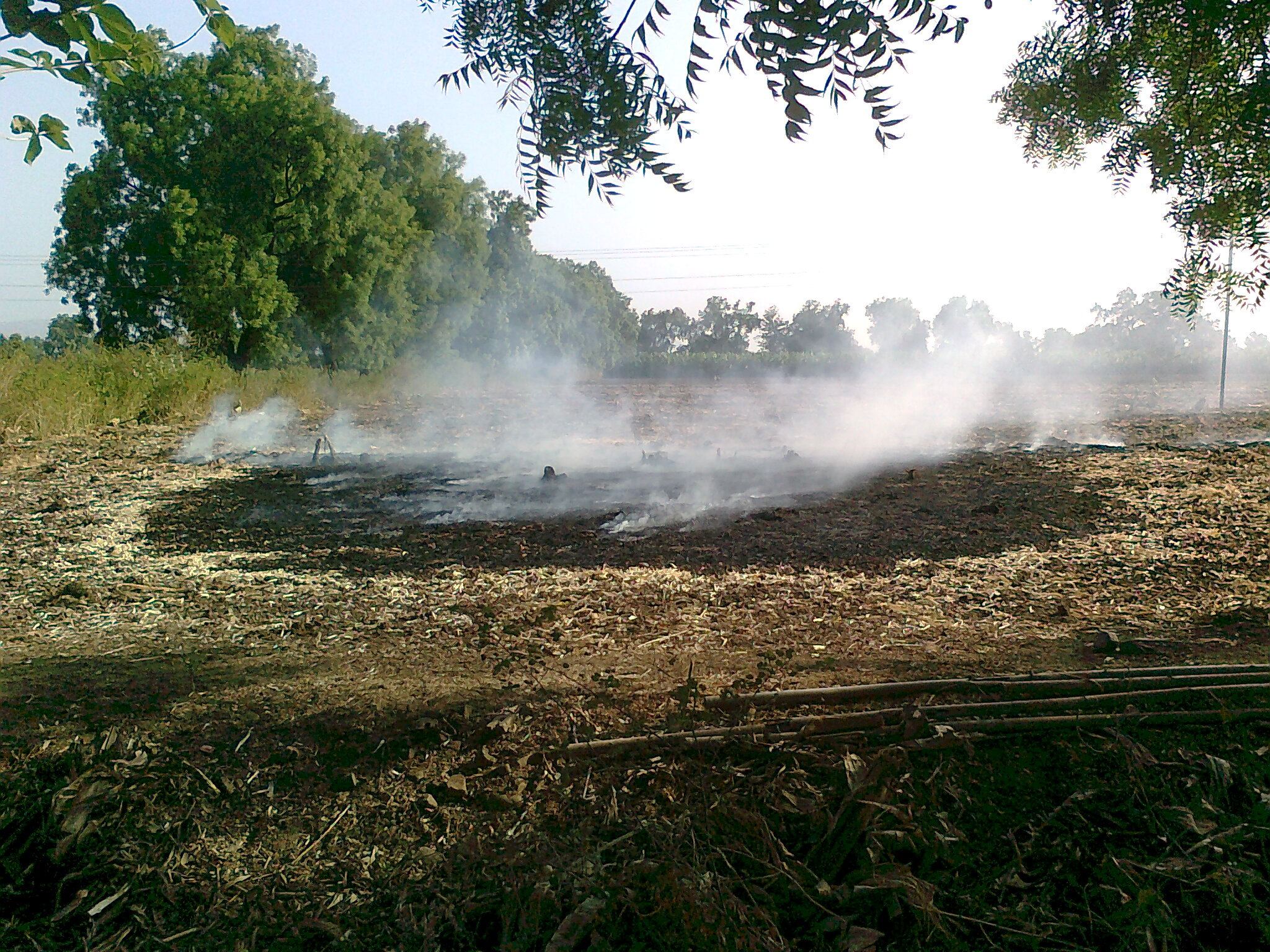
作物残渣(crop residue)の野焼きと煙
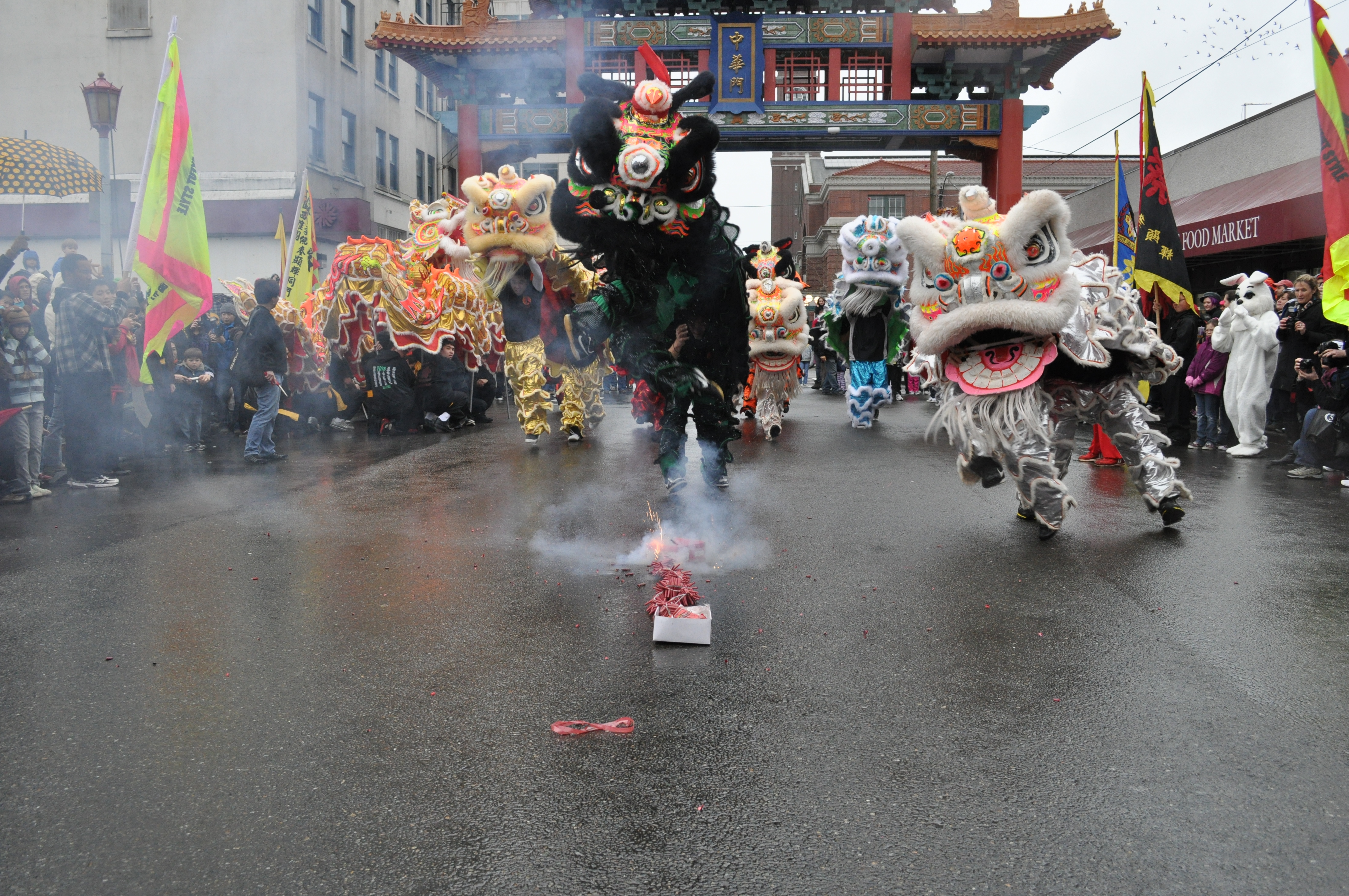
爆竹花火の祭り
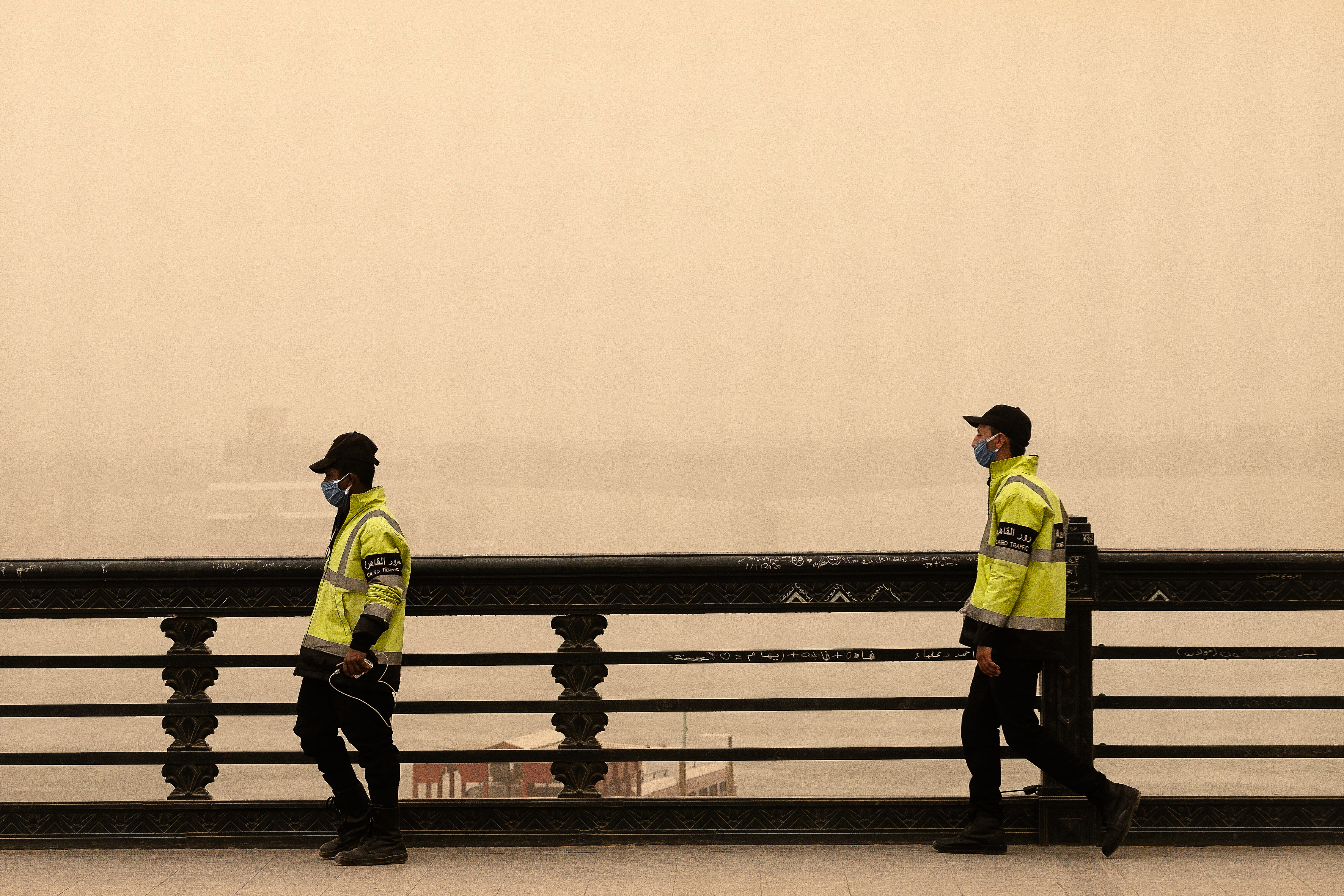
砂嵐
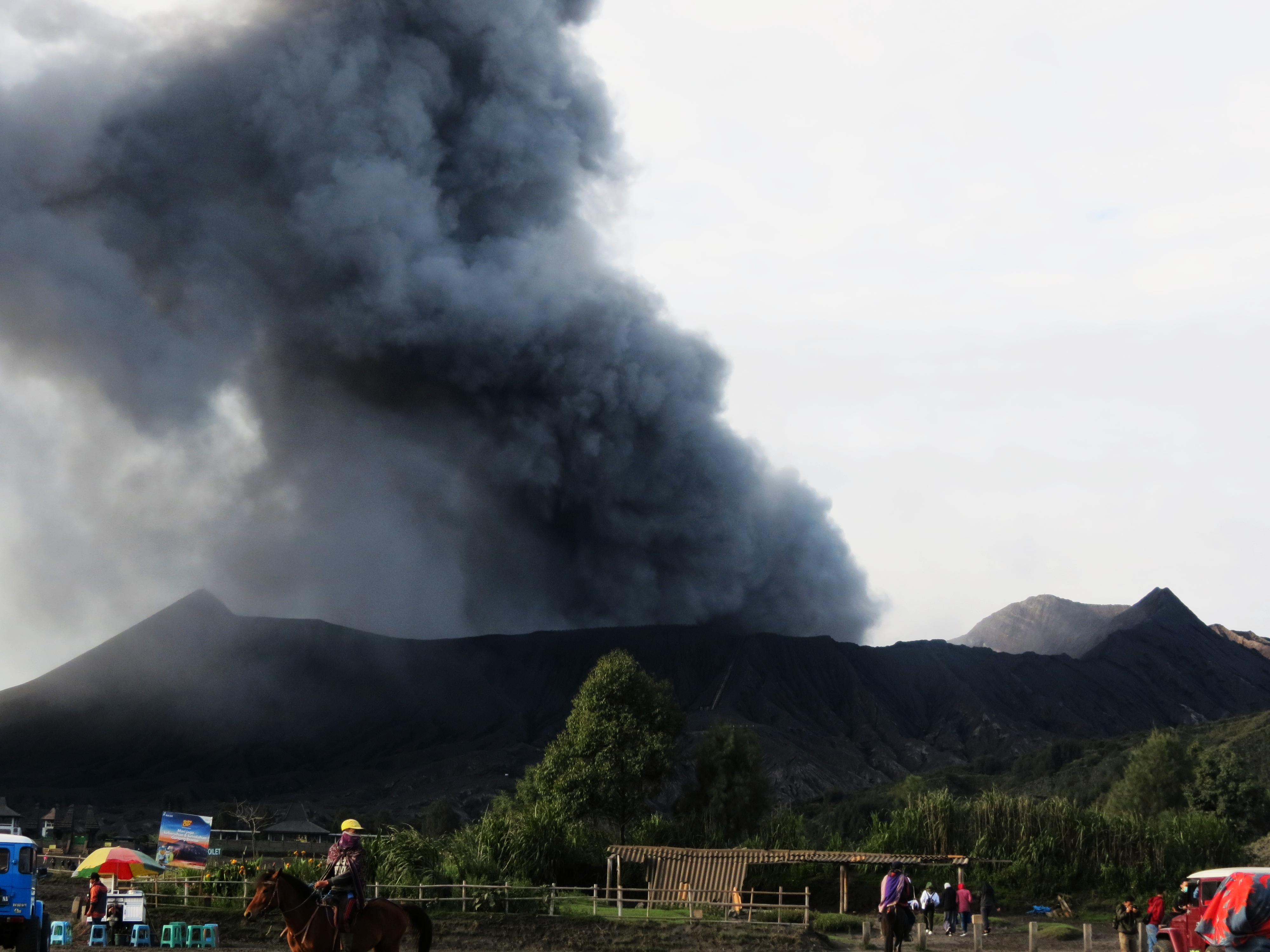
噴火
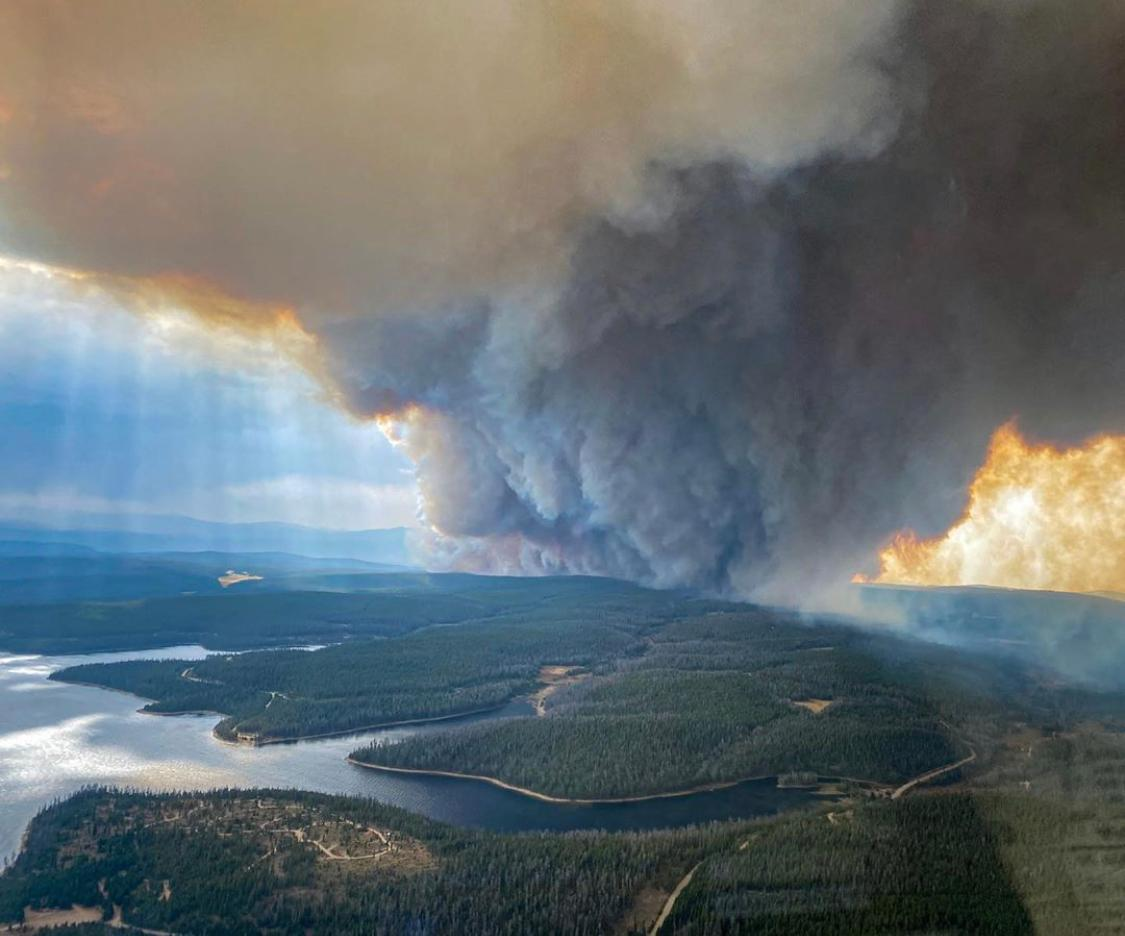
山火事
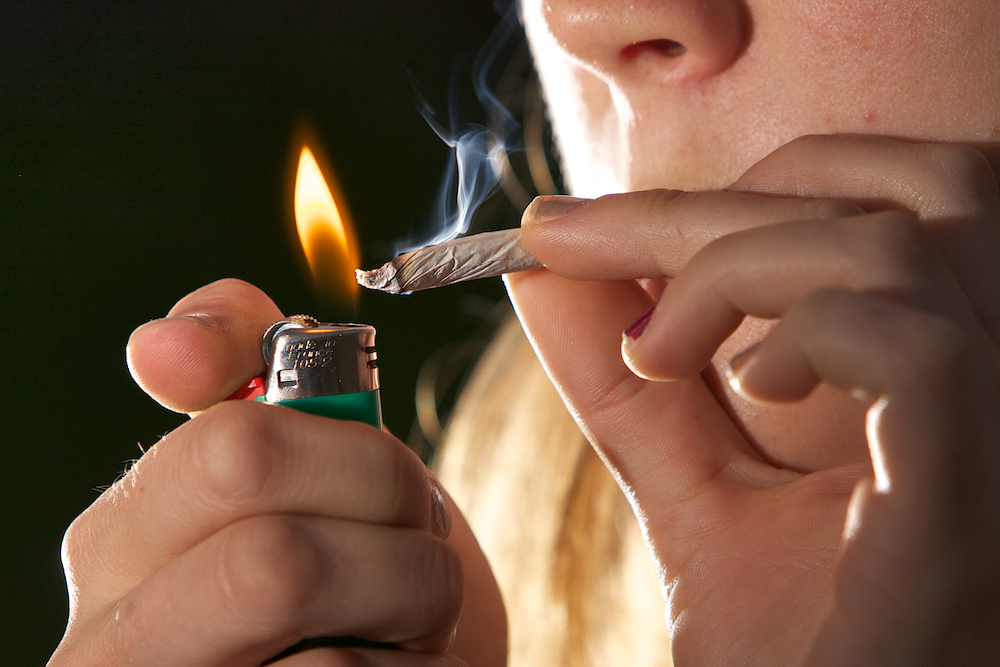
喫煙

### 輸送・拡散
大気汚染のプロセスの模式図
|                                                 |                                                 |                                                 |                                                 |                                                 |                                                 |  |  | 物理・科学的変化 （光化学反応・凝集など） 因子:紫外線・気象条件など |                              |                              |                              |                              |                              |  |  |                                     |                                     |                                     |                                     |                                     |                                     |  |  |                              |                              |                              |                              |                              |                              |  |  |
|                                                 |                                                 |                                                 |                                                 |                                                 |                                                 |  |  |                                                                     |                              |                              |                              |                              |                              |  |  |                                     |                                     |                                     |                                     |                                     |                                     |  |  |                              |                              |                              |                              |                              |                              |  |  |
|                                                 |                                                 |                                                 |                                                 |                                                 |                                                 |  |  | 輸送 因子:地形・気象条件など                                        | 輸送 因子:地形・気象条件など | 輸送 因子:地形・気象条件など | 輸送 因子:地形・気象条件など | 輸送 因子:地形・気象条件など | 輸送 因子:地形・気象条件など |  |  |                                     |                                     |                                     |                                     |                                     |                                     |  |  | 拡散                         | 拡散                         | 拡散                         | 拡散                         | 拡散                         | 拡散                         |  |  |
|                                                 |                                                 |                                                 |                                                 |                                                 |                                                 |  |  | 輸送 因子:地形・気象条件など                                        | 輸送 因子:地形・気象条件など | 輸送 因子:地形・気象条件など | 輸送 因子:地形・気象条件など | 輸送 因子:地形・気象条件など | 輸送 因子:地形・気象条件など |  |  |                                     |                                     |                                     |                                     |                                     |                                     |  |  | 拡散                         | 拡散                         | 拡散                         | 拡散                         | 拡散                         | 拡散                         |  |  |
|                                                 |                                                 |                                                 |                                                 |                                                 |                                                 |  |  |                                                                     |                              |                              |                              |                              |                              |  |  |                                     |                                     |                                     |                                     |                                     |                                     |  |  |                              |                              |                              |                              |                              |                              |  |  |
|                                                 |                                                 |                                                 |                                                 |                                                 |                                                 |  |  |                                                                     |                              |                              |                              |                              |                              |  |  |                                     |                                     |                                     |                                     |                                     |                                     |  |  |                              |                              |                              |                              |                              |                              |  |  |
|                                                 |                                                 |                                                 |                                                 |                                                 |                                                 |  |  |                                                                     |                              |                              |                              |                              |                              |  |  | 雲への取り込み （レインアウト）     | 雲への取り込み （レインアウト）     | 雲への取り込み （レインアウト）     | 雲への取り込み （レインアウト）     | 雲への取り込み （レインアウト）     | 雲への取り込み （レインアウト）     |  |  | 滞留 因子:地形・気象条件など | 滞留 因子:地形・気象条件など | 滞留 因子:地形・気象条件など | 滞留 因子:地形・気象条件など | 滞留 因子:地形・気象条件など | 滞留 因子:地形・気象条件など |  |  |
|                                                 |                                                 |                                                 |                                                 |                                                 |                                                 |  |  |                                                                     |                              |                              |                              |                              |                              |  |  | 雲への取り込み （レインアウト）     | 雲への取り込み （レインアウト）     | 雲への取り込み （レインアウト）     | 雲への取り込み （レインアウト）     | 雲への取り込み （レインアウト）     | 雲への取り込み （レインアウト）     |  |  | 滞留 因子:地形・気象条件など | 滞留 因子:地形・気象条件など | 滞留 因子:地形・気象条件など | 滞留 因子:地形・気象条件など | 滞留 因子:地形・気象条件など | 滞留 因子:地形・気象条件など |  |  |
|                                                 |                                                 |                                                 |                                                 |                                                 |                                                 |  |  |                                                                     |                              |                              |                              |                              |                              |  |  |                                     |                                     |                                     |                                     |                                     |                                     |  |  |                              |                              |                              |                              |                              |                              |  |  |
|                                                 |                                                 |                                                 |                                                 |                                                 |                                                 |  |  |                                                                     |                              |                              |                              |                              |                              |  |  |                                     |                                     |                                     |                                     |                                     |                                     |  |  |                              |                              |                              |                              |                              |                              |  |  |
|                                                 |                                                 |                                                 |                                                 |                                                 |                                                 |  |  | 落下                                                                | 落下                         | 落下                         | 落下                         | 落下                         | 落下                         |  |  | 雨への取り込み （ウォッシュアウト） | 雨への取り込み （ウォッシュアウト） | 雨への取り込み （ウォッシュアウト） | 雨への取り込み （ウォッシュアウト） | 雨への取り込み （ウォッシュアウト） | 雨への取り込み （ウォッシュアウト） |  |  |                              |                              |                              |                              |                              |                              |  |  |
|                                                 |                                                 |                                                 |                                                 |                                                 |                                                 |  |  | 落下                                                                | 落下                         | 落下                         | 落下                         | 落下                         | 落下                         |  |  | 雨への取り込み （ウォッシュアウト） | 雨への取り込み （ウォッシュアウト） | 雨への取り込み （ウォッシュアウト） | 雨への取り込み （ウォッシュアウト） | 雨への取り込み （ウォッシュアウト） | 雨への取り込み （ウォッシュアウト） |  |  |                              |                              |                              |                              |                              |                              |  |  |
|                                                 |                                                 |                                                 |                                                 |                                                 |                                                 |  |  |                                                                     |                              |                              |                              |                              |                              |  |  |                                     |                                     |                                     |                                     |                                     |                                     |  |  |                              |                              |                              |                              |                              |                              |  |  |
| 発生源 （汚染物質の放出） 因子:排出量・種類など | 発生源 （汚染物質の放出） 因子:排出量・種類など | 発生源 （汚染物質の放出） 因子:排出量・種類など | 発生源 （汚染物質の放出） 因子:排出量・種類など | 発生源 （汚染物質の放出） 因子:排出量・種類など | 発生源 （汚染物質の放出） 因子:排出量・種類など |  |  | 沈着 （乾性沈着）                                                   | 沈着 （乾性沈着）            | 沈着 （乾性沈着）            | 沈着 （乾性沈着）            | 沈着 （乾性沈着）            | 沈着 （乾性沈着）            |  |  | 降水沈着 （湿性沈着）               | 降水沈着 （湿性沈着）               | 降水沈着 （湿性沈着）               | 降水沈着 （湿性沈着）               | 降水沈着 （湿性沈着）               | 降水沈着 （湿性沈着）               |  |  | 高濃度汚染                   | 高濃度汚染                   | 高濃度汚染                   | 高濃度汚染                   | 高濃度汚染                   | 高濃度汚染                   |  |  |

|  | 窒素酸化物 |

| 農村 | 6 - 23 |

| 都市 | 17 - 38 |

| 道路 | 24 - 57 |

|  | 粒子状物質 |

| 農村 | 13 - 34 |

| 都市 | 16 - 36 |

| 道路 | 23 - 46 |

|  | オゾン |

| 農村 | 42 - 79 |

| 都市 | 31 - 52 |

| 道路 | 24 - 50 |

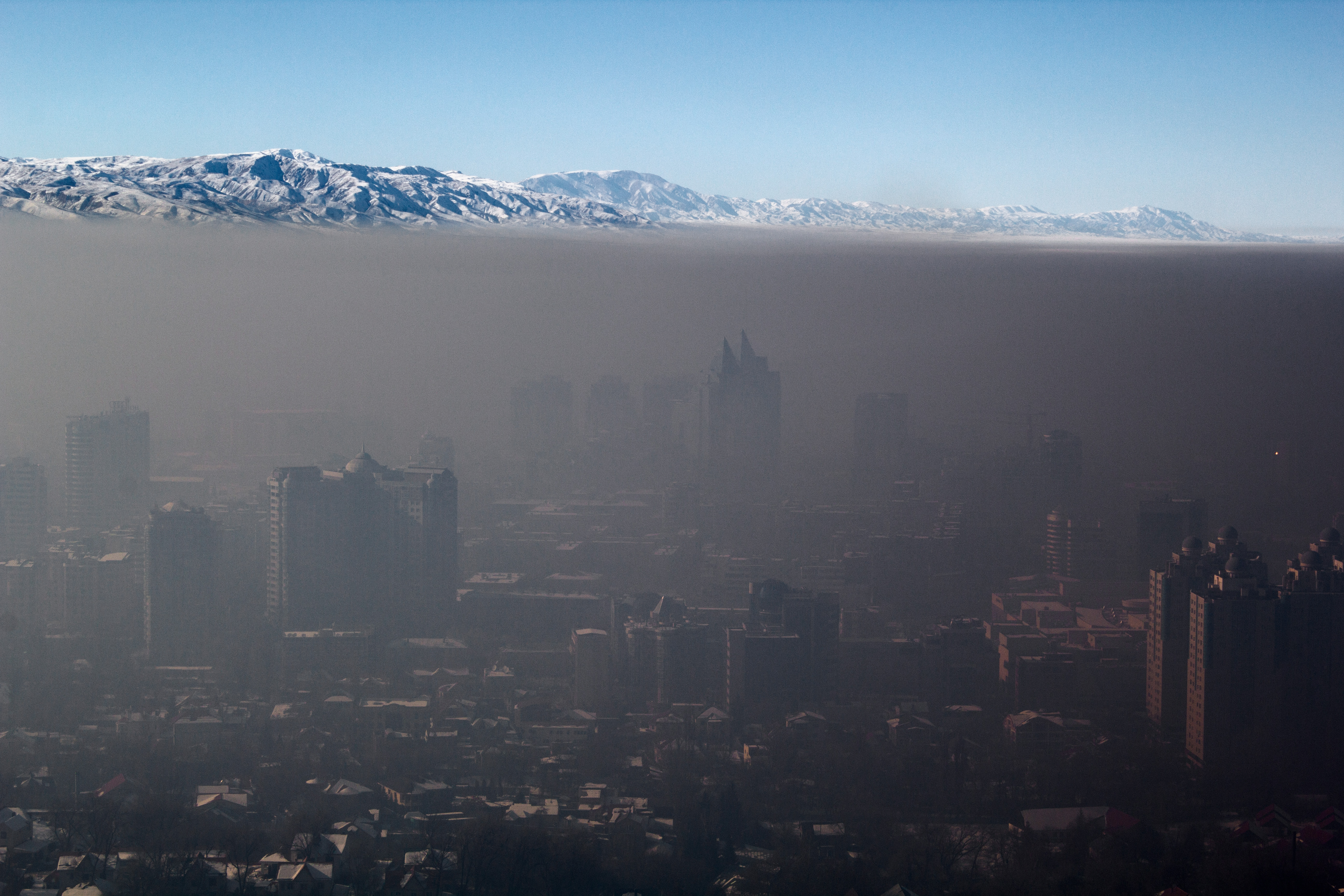
盆地に生じた逆転層が汚染物質を滞留させスモッグが濃くなった様子（カザフスタン アルマトイ）

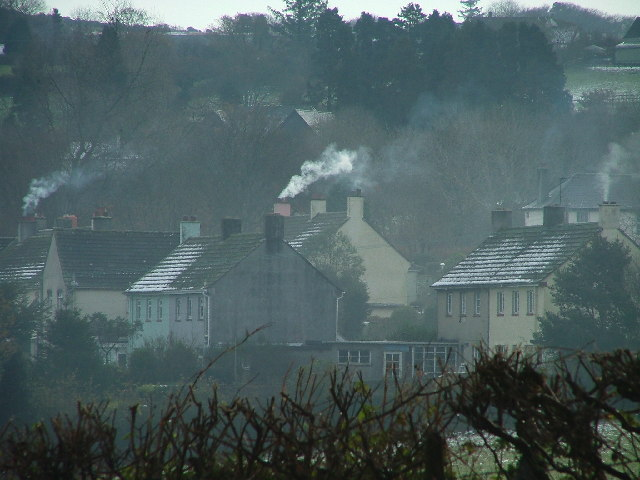
暖房の排煙が低く垂れ込む様子。夜から朝は地表付近の大気の混合が弱まる。

大気汚染のプロセスは、まず発生源から汚染物質が放出される事から始まる。発生源は固定発生源と移動発生源に分かれ、前者はさらに工場などの「点源」と道路や都市全体などの「発生域」に分けられ、後者は自動車などが該当する。
次に放出された汚染物質は大気の流れ（風）によって輸送される。輸送の段階で一部は物理・化学的変化を起こしたり他の物質に取り込まれたりする。例えば二酸化窒素と炭化水素は大気中で紫外線を受けて反応し光化学オキシダントを生成し、二酸化硫黄は水・アンモニアと反応・酸化して硫酸（硫酸液滴）や硫酸塩などの硫酸エアロゾルを生成し、窒素酸化物は酸化・アンモニアと反応して硝酸（硝酸液滴）や硝酸塩などの硝酸エアロゾルを生成する。このように大気中で汚染物質から二次的に生成される物質を「二次汚染物質」といい、通常の「一次汚染物質」と区別する。二次汚染物質の中には、気体成分同士が反応して液体や固体の微粒子を形成するものも少なくなく、ナノメートル(nm)の大きさの粒子状物質の多くはこのような気体中の反応で生成されると言われている。
気体成分は雲粒や雨粒に溶解し、粒子状物質は雲核として働いたり落下する雨粒に捕捉されたりして雨粒に取り込まれる。雲に取り込まれて大気中から除去されることをレインアウト、雨に取り込まれて大気中から除去されることをウォッシュアウトという。取り込まれた大気汚染物質は雨を汚染し、酸性であれば酸性雨の発生に寄与する。
また、粒子状物質の中には微粒子同士で凝集して大きさを増すものがある。輸送の段階で大きな微粒子は重力により落下する。落下したものは地面や植物などの表面に沈着（堆積）し大気中からは除去されるが、多くは土壌汚染や水質汚染へと移行する。概ね粒子径1µm以下では空気抵抗と重力加速度がほぼ等しくなりほとんど落下しないとされている。
輸送は地形や気象条件により大きく左右され、通常は風により拡散（大気拡散）されて発生源から離れるに従って濃度が下がっていく。大気汚染物質は概ね流体の渦や乱流運動的な拡散運動をすることが知られており、水平方向よりも鉛直方向の風が強いほど拡散しやすい。しかし、一定の条件下では汚染物質が滞留して高濃度汚染を引き起こす。
高濃度汚染は風が弱い（または無風の）時に起こる傾向があり、弱風を起こす気象条件として安定した気圧傾度の緩やかな高気圧の圏内に入ることや、気温減率が減少・逆転する安定層や気温逆転層が発生すること、地形の条件として谷や盆地であることが挙げられる。大気汚染が問題化した20世紀中盤はこのような条件下で高濃度汚染が多発した。また、昼間は地上付近の気流の乱れや対流が活発だが夜間は放射冷却により安定層・逆転層が生じて汚染物質が滞留しやすいこと（日変化）も知られている。日変化にはこのほかに海陸風によるものがある。
例えば、関東地方では午後から日没までを中心に発生する光化学スモッグが日没後の海風に乗って（メソスケールの前線である海風前線としても観測され）内陸に運ばれる関係で、発生地である東京都心や京浜工業地帯で窒素酸化物濃度が最も高く、風下の関東内陸部で光化学オキシダント濃度が最も高いという傾向がある。千葉県での調査においても、窒素酸化物や二酸化硫黄は東京に近い北西部で値が高いが、光化学オキシダントは北部・東部・南部で値が高い。ヨーロッパでも、窒素酸化物や粒子状物質は都市、特に道路で値が高いが、オゾンはむしろ農村の方が値が高い。
また、季節風の風向変化も分布に影響を与える。前述の千葉県の調査においても季節により高濃度域の分布が変わることが分かっている。また冬季の暖房使用による煤塵や一酸化炭素の増加など、排出量が変化することによっても季節変化が起きる。
都市においては建物が風を弱め、粒子状物質やガスを滞留させて部分的な高濃度を作り出すことがある。
このほかの汚染の因子として、汚染の継続時間がある。発生源からの放出の継続時間、（一部の汚染物質については）分解されて無害化するまでの時間、地形や気象条件などに左右される。汚染の継続時間と空間的・時間的規模は相関しており、物質や発生源により大体の規模が決まっている。幹線道路や工場周辺の高濃度汚染は高濃度範囲が数百m - 1km程度・放出から汚染が開始するまでは10分-1時間程度である。大都市や工場地帯になるとこれが1-10km・1-10時間程度になる。光化学スモッグや酸性雨は数十-数百km・長くて数日程度になる。オゾンホールや地球温暖化では、数千-1万km・1-100年と非常に大きな規模になる。

### 各国の排出源データ
GDP1,000ドル当たりkg、出典：OECD、2005年
国により定義、算出法、生活・産業構造などが違うため単純比較はできないことに留意が必要。
| 国                      | SO2 | NOx | CO  | NMVOC |
| ----------------------- | --- | --- | --- | ----- |
| 日本                    | 0.2 | 0.6 | 0.9 | 0.5   |
| 韓国 2004年             | 0.5 | 1.5 | 0.9 | 0.9   |
| アメリカ                | 1.2 | 1.5 | 7.3 | 1.3   |
| カナダ                  | 2.1 | 2.4 | 9.5 | 1.3   |
| イギリス                | 0.4 | 1.0 | 1.4 | 0.6   |
| イタリア                | 0.3 | 0.7 | 2.5 | 0.8   |
| ドイツ                  | 0.3 | 0.7 | 1.9 | 0.6   |
| フランス                | 0.3 | 0.7 | 3.3 | 0.8   |
| EU15か国 （2005年時点） | 0.4 | 0.9 | 2.3 | 0.7   |
| スイス                  | 0.1 | 0.4 | 1.5 | 0.4   |
| オーストラリア          | 4.2 | 2.7 | 6.8 | 1.3   |
| OECD平均                | 1.0 | 1.2 | 4.6 | 1.0   |

## 影響

### 健康や公衆衛生への影響

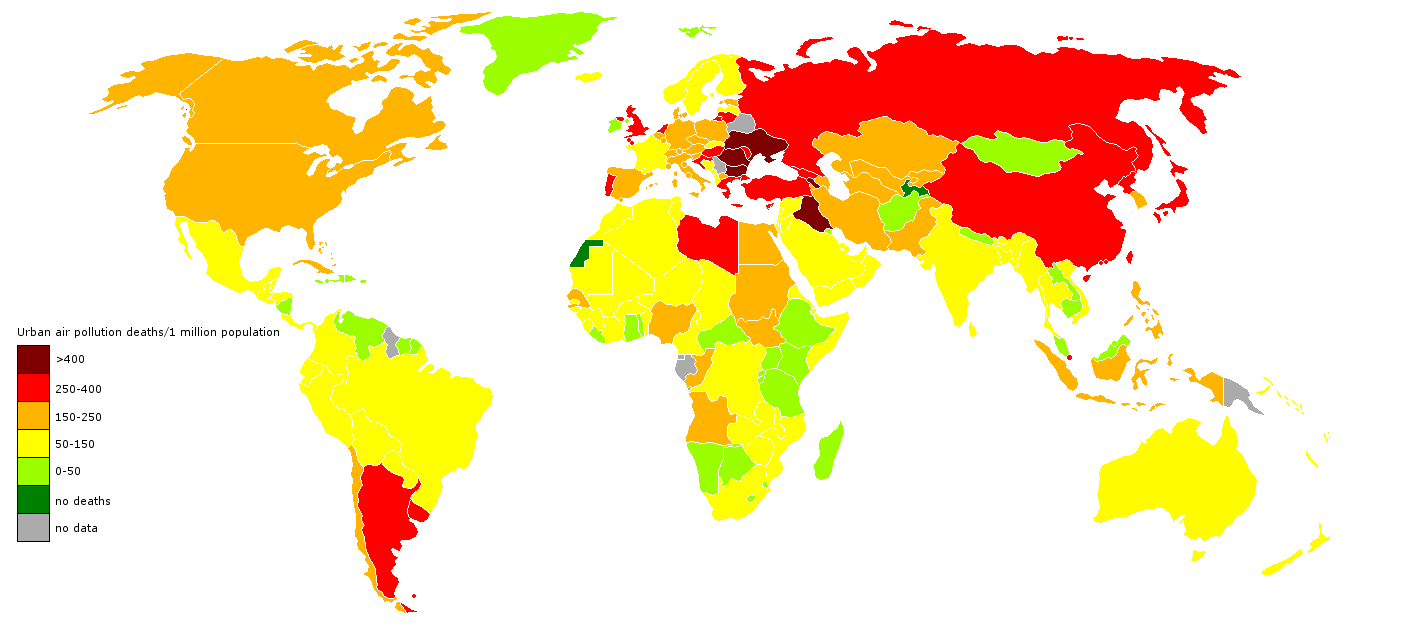
人口100万人当たりの大気汚染による死者報告数（WHO、2004年）

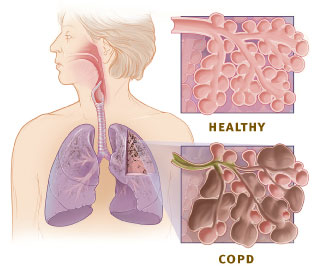
慢性閉塞性肺疾患(COPD)に侵された肺の模式図

ハーバード大学医学部は2022年に、わずかな大気汚染でも善良な市民の健康に害を及ぼす可能性があると警告した。ハーバード大学医学部はまた、大気汚染を回避することは、運動、野菜、果物と同じくらい人間の健康にとって重要であると述べた。このため、空気清浄機を使用してフィルターを掃除することが重要である。
二酸化硫黄は呼吸器症状や眼科症状、窒素酸化物は呼吸器症状、光化学オキシダントの大部分を占めるオゾンは単独では症状を引き起こさないが炭化水素は目への刺激症状を引き起こす。粒子状物質は主に呼吸器症状で、そのうち鉛は貧血や神経症状など、有害物質はそれぞれ特有の症状がある。また物質により強さは異なるが、臭いを伴う大気汚染物質も多数あり、大気汚染が悪臭としても認識されることがある。
公衆衛生の観点から大気汚染の総合的な影響を挙げる。短期暴露では、肺機能の低下、急性の呼吸器症状（咳、喘鳴、痰、呼吸器感染症）、眼への刺激に伴う眼科症状、社会的影響として先に挙げた症状による欠席・欠勤の増加、社会活動の制限、呼吸器疾患・心血管疾患患者の増加、総死亡率の増加などがある。長期暴露では、子宮内発育制限（出生時低体重）、慢性心疾患、肺がん、慢性の呼吸器疾患（喘息、慢性閉塞性肺疾患(COPD)、呼吸器の病理学的変化）発病率の増加、呼吸器疾患・心血管疾患死亡率の増加などである。複数の研究により、気候や生活などが異なる地域・社会集団により差はあるものの、汚染物質の濃度の高さと死亡率の高さは比例にあることが分かっている。
IEA（2016年）によると、世界では大気汚染（屋外）に起因する死者は年間約300万人、室内空気質汚染に起因する死者は年間約350万人である。大気汚染が改善されなければ、2040年には死者はさらに150万人増加すると推計した。一方、室内汚染が多発している国については、電気やガスなどへの切り替えにより死者数は一定程度は減るものの、2040年時点での減少数は50万人にととどまり、2040年の大気・室内汚染による年間死者数は750万人になると推計した。
またIEA（2016年）は、アジアなど世界各国が化石燃料消費の実態を改善、省エネ政策を強化してクリーンエネルギーの導入を進めれば、大気汚染による死者数を大きく減らせることが可能、とした。具体的にはクリーンエネルギー分野への投資を40年までに7%増やせば、大気、室内汚染による死者を計330万人も減らせるという。
またWHOは、PM10の濃度を70µg/m3から30µg/m3に減らすことができれば、大気汚染に関連する死亡者数が15%減少するとして、各国に空気質の改善を求めている。また農村や郊外に比べて都市の方が大気汚染物質の濃度は高く、相対的なリスクも大きい。特に発展途上国で人口の急増する都市のリスクが高い。また経済協力開発機構(OECD)は環境アウトルック2050（2012年）において、2050年の世界全体での環境悪化による原因別の死亡者は、都市部での大気汚染が水の汚染（飲料水の汚染や不十分な下水処理）を抜いて最多となるだろうと予測している。

### 環境への影響

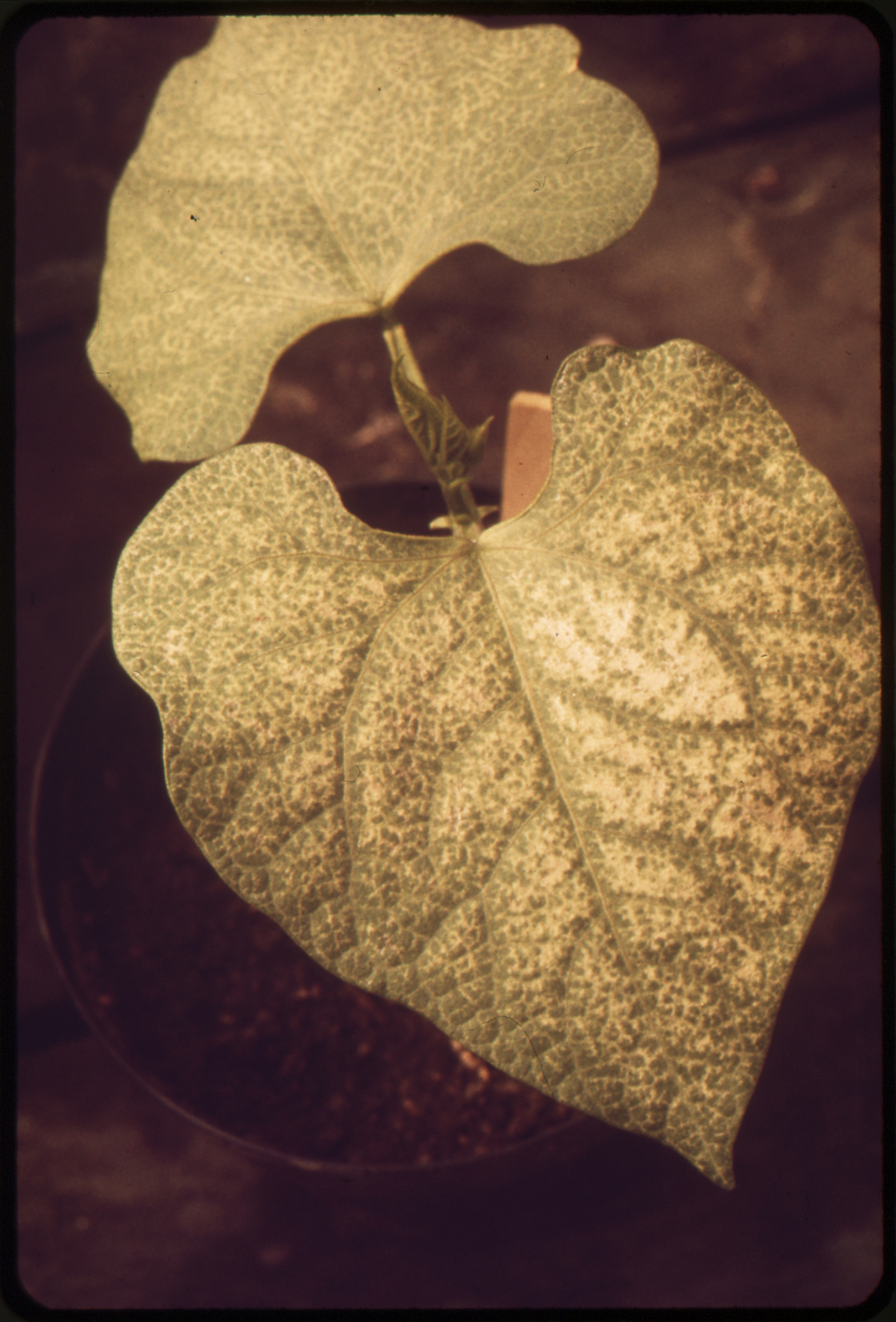
スモッグによりダメージを受けた葉

植物が高濃度汚染を受けると、二酸化硫黄や二酸化窒素では黄斑・褐変や大きな斑点、オゾンでは小さな斑点、葉の湾曲、壊死、落葉、多環芳香族炭化水素では横縞状の大きな斑点などが現れる事が知られている。また低濃度汚染を長時間受けた時には光合成、呼吸、蒸散などの生理機能が障害を受け、生育不良や農作物の収穫量減少が起こる。
大気汚染物質の濃度が高いと視程が低下し、著しい視程の悪化はスモッグ(smog)や煙霧(haze)として認識される。
物への影響として、硫黄酸化物は鉄・鋼・石材、オゾンは有機高分子、硫化水素は銀や銅、塩化水素は鉄や鋼との反応性が高く、腐食や劣化を加速させる効果がある。例えば、硫黄酸化物の濃度が高かった昭和30-40年代には、濃度が高い神奈川県川崎市の鋼の腐食速度は岐阜県高山市の10倍に達していた。
燃焼により排出される微小な煤（ブラックカーボン）は太陽光の吸収率が高く、大気を暖める温室効果や、沈着した雪や海氷を温め融解を促す効果があって、地球温暖化や北極の海氷の縮小の一因である。

### 生活や事業への影響
深刻な大気汚染のある地域では職業や居住地選択にも影響が及んでいる。2010年代のインドの例では、汚染のひどい地域への転勤を拒んだり、就業にあたってより汚染の軽い郊外への居住を選んだりする事例がみられるという。観光業においては、観光客は大気汚染のひどい地域を旅行先として避ける傾向にあり、機会損失の一因となっている。

## 対策技術

### 排出管理

#### 集塵、フィルタリング

エアフィルタ（HEPAフィルタ）の構造図

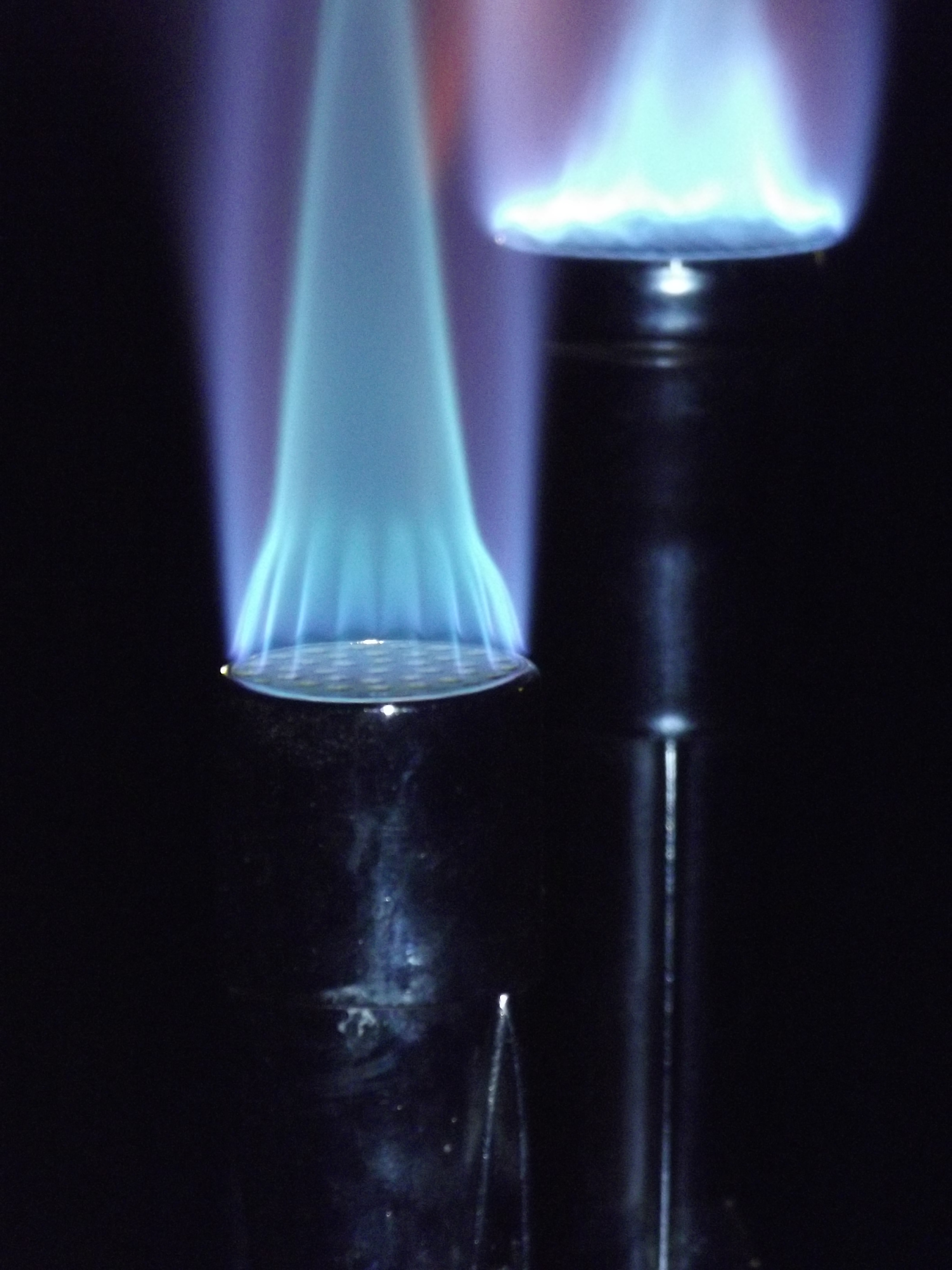
完全燃焼の例。空燃比が適切に調整されていると青い炎となり、ススなどの汚染物質は生成されない

回収の方法としては、粒子状物質や煤塵・粉塵を回収する集塵装置、硫黄酸化物やその元となる硫黄分を回収する脱硫装置、窒素酸化物を回収する脱硝装置（脱窒装置）などがある。回収の場合には廃棄物として高濃度の汚染物質が発生するため、この適切な処分や有効利用が問題となる。脱硝技術の1つであるアンモニアを用いた選択的触媒還元(Selective Catalytic Reduction, SCR)は副産物として硫酸アンモニウム（主に肥料に用いられる）が生じるが、土壌を酸性化させる欠点がある。石灰を用いると副産物として石膏が生じるが、日本においては石灰は自給率が高い一方石膏は低いため、資源として活用できる利点があるとされる。他には、水酸化ナトリウムや炭酸ナトリウムを用いて脱硫し亜硫酸ナトリウムや硫酸ナトリウムを得る方法（製紙工場など）、活性炭を用いて硫黄酸化物の吸着と窒素酸化物の分解を同時に行う方法などがある。副産物の利用では、石炭の燃焼で生じるフライアッシュを回収してセメントの原料とする技術、溶鉱炉の排気に含まれる金属ヒュームを回収して炉に戻す技術などもある。炭化水素や硫化水素などの有害化学物質では、活性炭、ゼオライト、シリカゲルなどで吸着する方法がある。ディーゼル車では微粒子を捕集するディーゼル微粒子捕集フィルター(DPF)なども利用される。
集塵では、1mm - 50µm程度の比較的大きな粒子は重力による沈降を利用したもの、100 - 数µmの粒子は気流を制御して慣性で落下させるものや遠心力を用いて分離させるもの、高効率のものでは水の散布で捕集するスクラバー、機械的に捕集するフィルター、静電気で捕集する電気集塵などが、実際に利用されている。

#### 燃焼管理
運転管理では、燃焼に用いる空気の混合比率（空気比）を適切なレベルに制御して燃料を完全燃焼させて汚染物質を減少させる方法などが挙げられる。燃焼温度を低く抑える事も窒素酸化物の低減につながる。自動車では窒素酸化物低減につながる排気再循環などがある。ガソリン給油時の揮発（ガソリンベーパー）には炭化水素が含まれるが、この低減方法として給油時に配管を遮断して揮発を抑える方法がある。

### 古い技術の置き換え

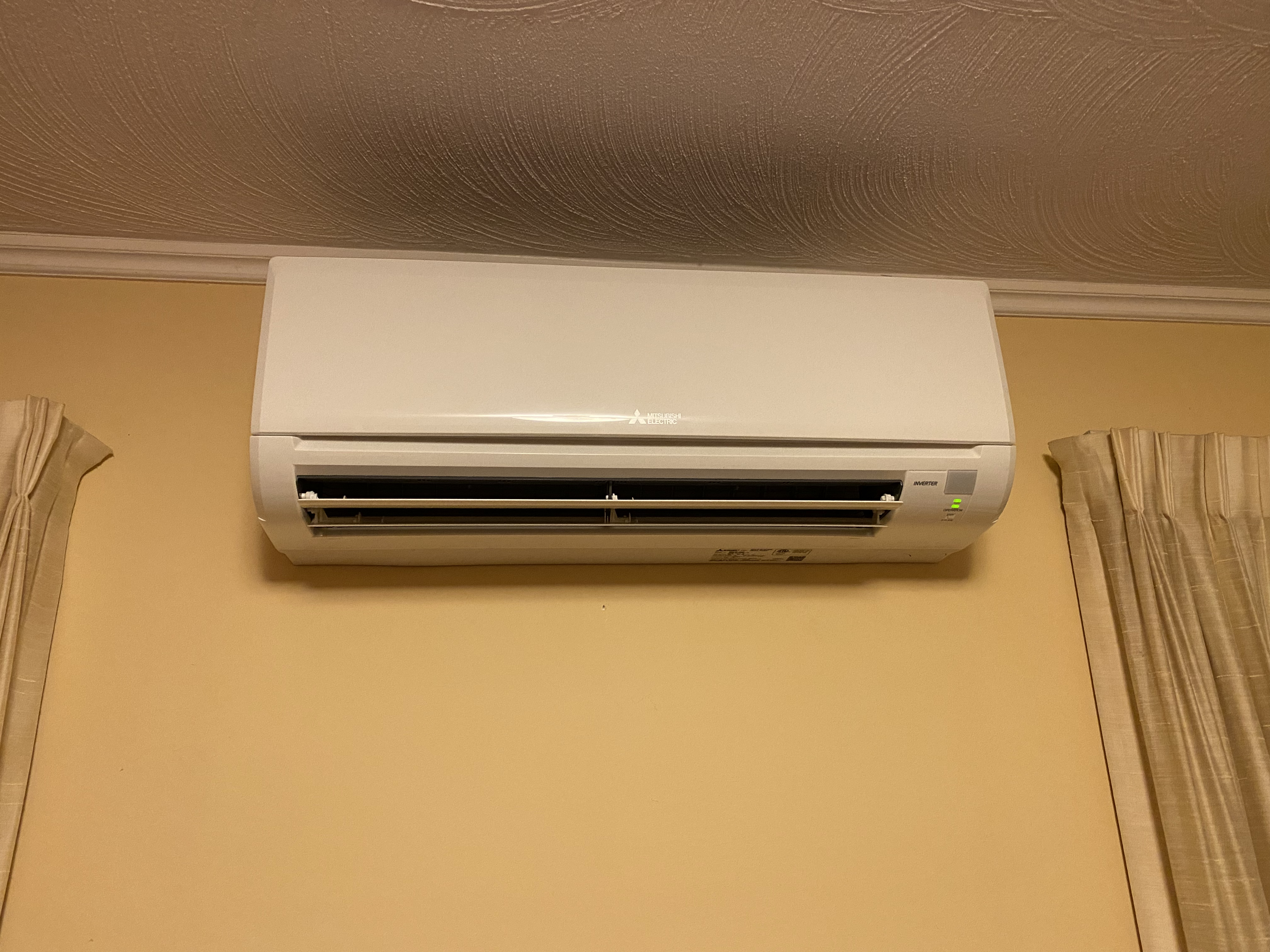
ばい煙を発生しない電気式暖房(エアコン)

古い技術から新しいクリーンな技術に置き換えることで、多くの場合大気汚染を低減することができる。
発展途上国では調理や暖房などに木質燃料（薪・木炭）や石炭を使う生活スタイルが依然としてあり、2015年時点で30億人近くがこのような生活をしていると推定され、大気汚染や室内空気質汚染のリスクを有している。より効率的な燃料への変更や燃焼機器の導入などが、汚染を低減させる。
ヨーロッパや北米で利用が再拡大しているストーブ・暖炉（薪ストーブ）は、石炭の使用中止、改良された認定品への買い替え、フィルターの使用、薪や木炭から木質ペレット（ペレットストーブ）への燃料変更、さらに木質燃料からガスや電気を利用した暖房への転換が排出低減につながる。政府から補助金などの支援が行われている例がある。例えば、アラスカ州フェアバンクスは米国肺協会から「最も汚染された都市」に認定されるほど大気が汚染されていたが、薪ストーブから石油、ガス暖房に切り替えたため汚染の低減に成功している。オレゴン州ポートランドでは薪ストーブを電気式ヒートポンプに取り替えるよう勧告している。

### 森林の効果

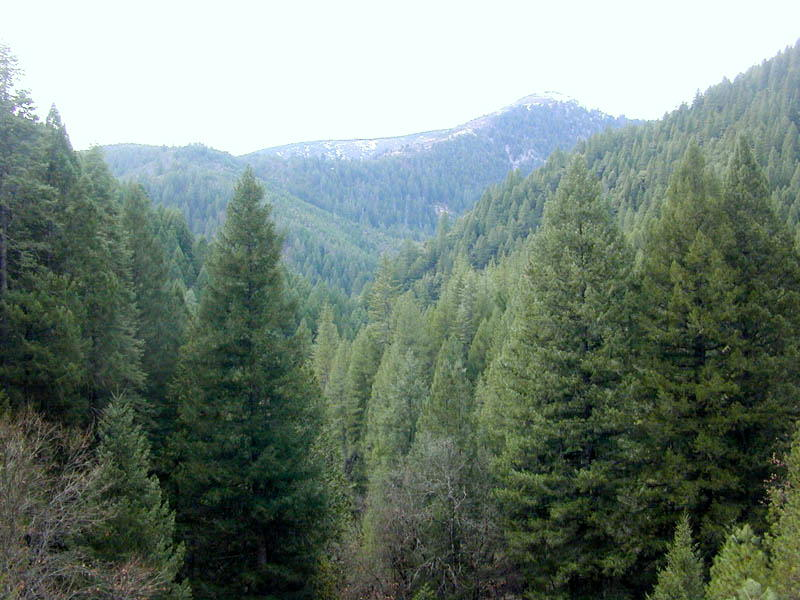
森林は葉などに汚染物質を吸着するため、一種のフィルタのように作用する

さまざまな地形・植生と比較して、粗度が大きく霧による樹冠の濡れなどがある森林は空気中の大気汚染物質を沈着させる効果が大きい。適切な森林管理は焼畑や薪炭材の過剰な伐採の抑制を通じて大気汚染軽減に寄与する側面もある。その一方で、沈着が過剰になると植物自身がダメージを受けるほか、植物自身が出すイソプレンやテルペン類などのBVOCも光化学反応を通じてオゾンや有機エアロゾルなどの汚染質に変化する作用があることも無視できない。
主に汚染の発生域と居住地との間に設けて汚染を軽減する方法として、緑化によりグリーンベルトや公園などの「緩衝緑地」を設ける方法がある。粉塵・粒子状物質を沈着させ、二酸化炭素を始め気体を吸収する効果がある。（張、2002年）によると、北京において疎林の緑地帯を通過する大気の粉塵減少率は、夏が61%あるのに対して冬は約20%に減少する。ただし、緑地帯の植物や土壌、水質に対しては逆に汚染をもたらすので、本質的には総排出量の削減が最も効果のある大気汚染対策である。

### 空気質の浄化

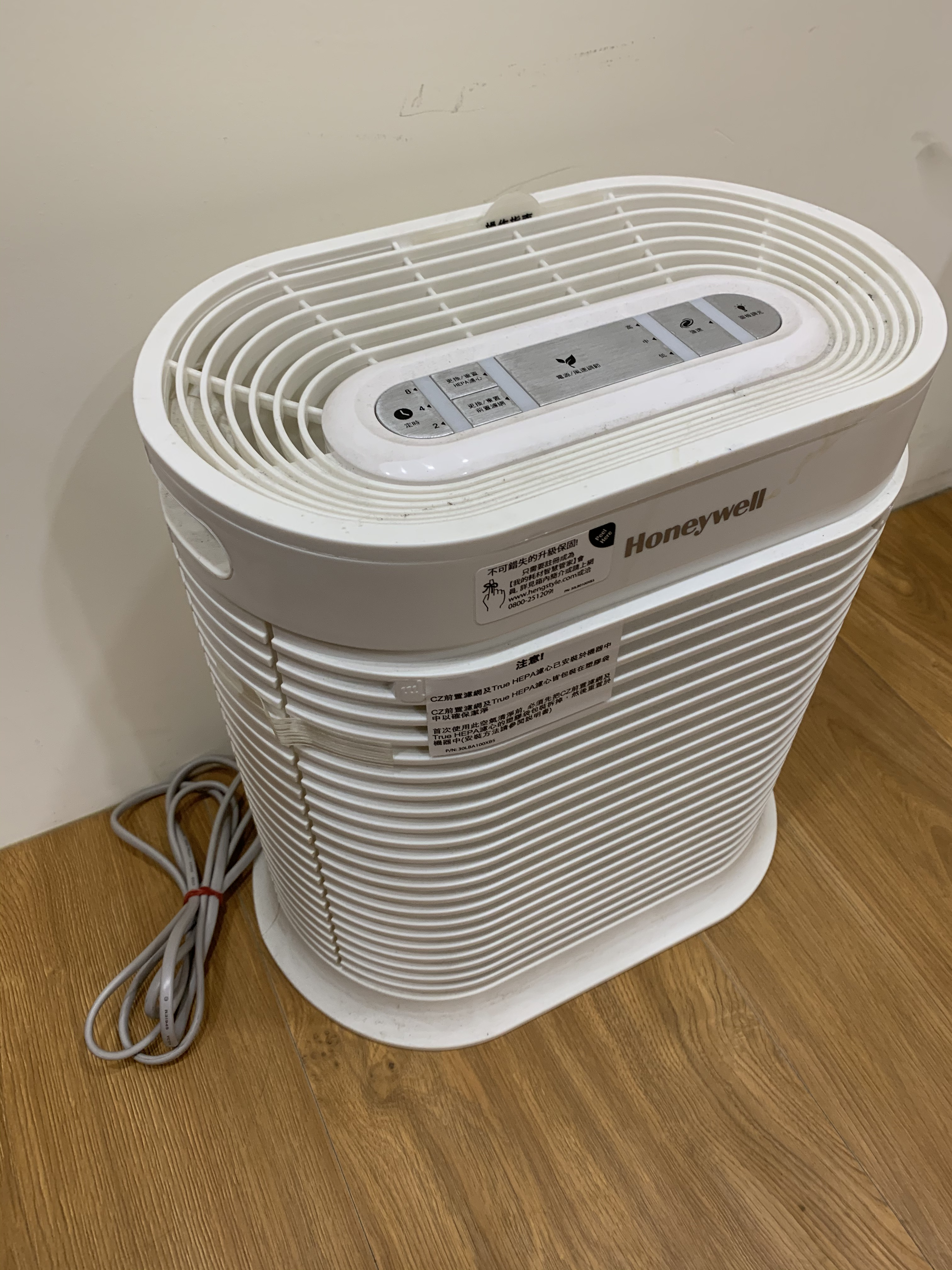
家庭用空気清浄機の例

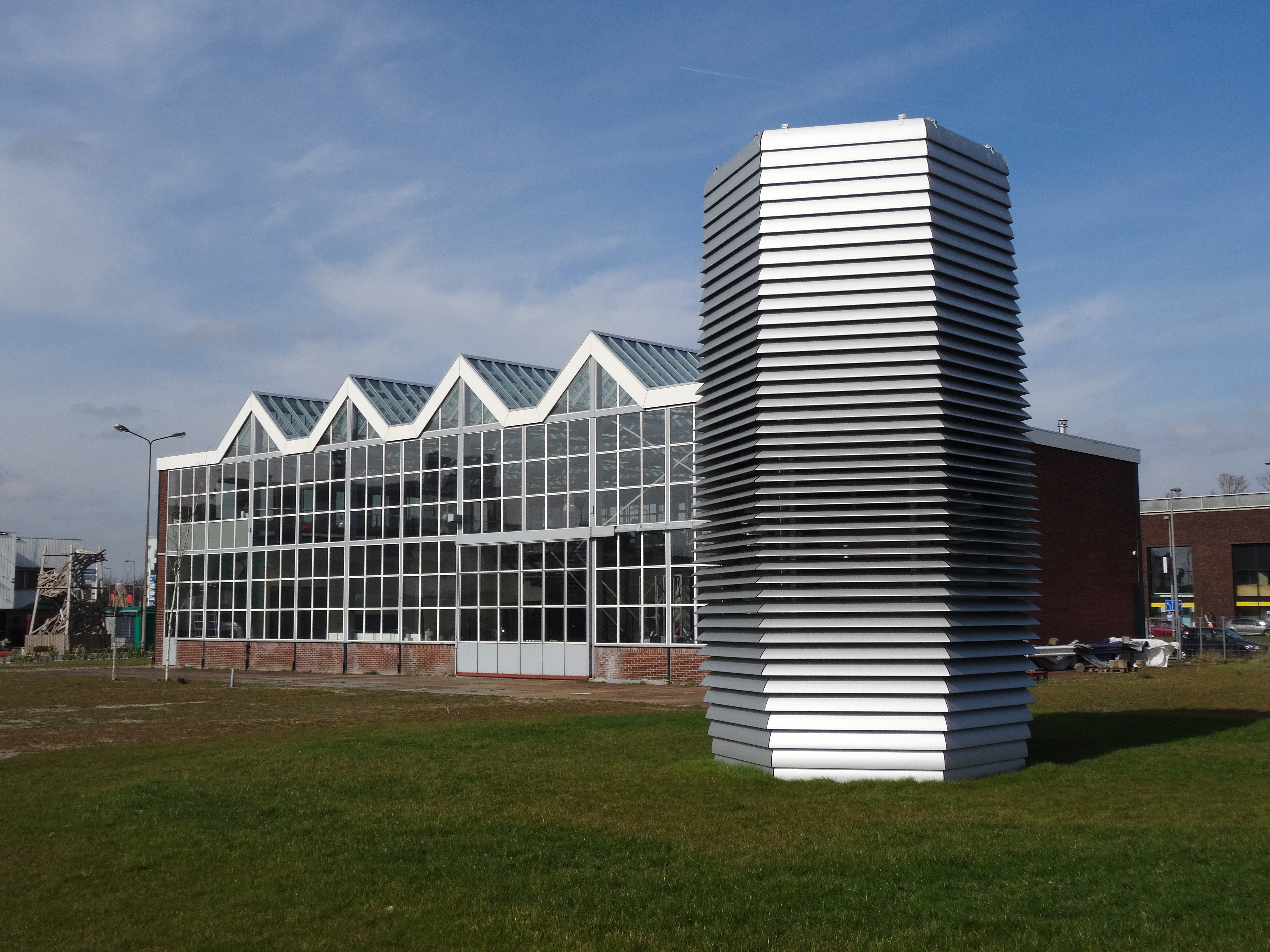
Smog Free Tower

個人レベルでは空気清浄機を導入することで室内汚染を低減することができる。汚染が深刻な地域では、宿泊施設などで空気清浄機の提供が重要なサービスのひとつになっている例がある。
都市以上の規模では大規模な空気清浄機を設置する例があって、"Smog tower"、または"Air purifier Tower"などと呼ばれる。中国やインドの例が有名である。これらは都市部に設置され、実際にある程度効果が出ているというが、稼働のための電力が石炭などの燃料に頼っているため郊外では汚染はよりひどくなっているとの批判がある。

### 交通計画
総排出量の削減の為には、一つの都市の開発に当たって、地下鉄や鉄道などの環境負荷の低い公共交通機関や、自転車などの排気ガスを出さない軽車両の交通を円滑にする為の自転車専用道路といった道路網の整備などを、都市計画の段階で予め織り込んでおく事も重要である。これは網の目状に良く整備された高速道路網と郊外型の住宅地、そして貧弱な公共交通機関事情が組み合わせられた結果、「事実上自動車が無ければ都市内の移動が困難である」事態が発生した事により、史上最も早くから自動車の排気ガスに起因する「白いスモッグ」の発生に苦しめられたロサンゼルスの都市計画の失敗例を教訓とするものである。

## 規制

### 排出量の規制
総量規制は工業地帯などの汚染が深刻な地域において、大規模排出源である工場などを対象に、その地域で環境基準を達成するために許容できる各工場の排出量を求めて割り振り排出枠を設定する方式。日本では1972年に三重県が硫黄酸化物を対象に条例で導入、1974年に大気汚染防止法でも導入されている。また、一定規模以上の汚染質排出がある工場では大気関係公害防止管理者を置くことが定められている。

### 国際協定
大気汚染に関する主な国際協定は以下の通り。
- ヨーロッパ：1979年に長距離越境大気汚染条約（英語版） (CLRTAP)を締結、国際連合欧州経済委員会を事務局とし、この条約を大きな枠組みとして、更に8つの国際条約を締結した。1985年締結のヘルシンキ議定書と1994年締結のオスロ議定書は硫黄酸化物の排出量削減、1988年締結のソフィア議定書は窒素酸化物の排出量削減を定めた。2013年2月時点で域外のアメリカやカナダも含め51か国が参加している[22][60]。
- 北アメリカ：1991年にアメリカ・カナダ間でアメリカ・カナダ空気質協定（英語版）を締結、2000年に改正している。硫黄酸化物、窒素酸化物の排出量削減を定めた[22][61][62]。
- 東南アジア：東南アジア諸国連合を事務局として2002年に越境煙霧汚染ASEAN協定（英語版）を締結している[26]。
- 東アジア：国際協定はない。研究協力の国際的枠組みとして東アジア酸性雨モニタリングネットワーク (EANET)がある。
- 船舶：世界規模の枠組みで海洋汚染防止を規定するマルポール条約は、1997年改正版より大気汚染に関する規定を追加している。船舶の排出ガス中の窒素酸化物や燃料油中の硫黄分濃度の基準を定めている[63]。
- 航空機：国連の専門機関でほとんどの国が加入する国際民間航空機関は、航空機の排出ガスの基準を定めている[63]。

### 環境基準
先進国では1950年代 - 1970年代に大気汚染物質の環境基準が設定された。世界レベルでは、1987年に世界保健機関(WHO)ヨーロッパ地域事務局が"Air Quality Guidelines for Europe"（ヨーロッパ空気質指針）を策定し27種類の物質の基準を定め、1999年にはこれを拡張して全世界に適用できるよう調整した"Guidelines For Air Quality"（空気質指針）を発表、その後2000年に37物質、2005年に4物質の基準を変更・追加している。

#### 各国ごとの大気汚染基準値
|                                                                         | 二酸化硫黄 | 二酸化硫黄   | 二酸化硫黄      | 二酸化硫黄 | 二酸化窒素      | 二酸化窒素   | 二酸化窒素    | PM10       | PM10       | PM2.5   | PM2.5 | オゾン          | オゾン         |
| 1年                                                                     | 24時間     | 1時間        | 10分            | 1年        | 24時間          | 1時間        | 1年           | 24時間     | 1年        | 24時間  | 8時間 | 1時間           |                |
| WHO（2005年）                                                           | －         | 20           | －              | 500        | 40              | －           | 200           | 20         | 50         | 10      | 25    | 100             | －             |
| EU(1999/30/EC, 2008/50/EC)                                              | －         | 125          | 350             | －         | 40              | －           | 200           | 40         | 50         | 25      | －    | 120             | －             |
| アメリカ（連邦政府） （NAAQS、2012年）                                  | －         | －           | 0.075ppm =*3200 | －         | 0.053ppm =*3100 | －           | 0.1ppm =*3188 | 50         | 150        | *112/15 | 35    | 0.075ppm =*3150 | －             |
| アメリカ カリフォルニア州 （CAAQS、2009年）                             | －         | 0.04ppm =105 | 0.25ppm =655    | －         | 0.03ppm =56     | 0.18ppm =338 | 470           | 20         | 50         | 12      | 65    | 0.07ppm =137    | 0.09ppm =180   |
| 日本（2009年）                                                          | －         | 0.04ppm =105 | 0.1ppm =262     | －         | －              | 0.06ppm =113 | －            | －         | 100        | 15      | 35    | －              | *20.06ppm =118 |
| ブラジル（1990年）                                                      | 80         | 365          | －              | －         | 100             | －           | 320           | 50         | 150        | －      | －    | －              | 160            |
| メキシコ（2006年）                                                      | 78         | 341          | －              | －         | －              | －           | 390           | 50         | 120        | 15      | 65    | *157            | 216            |
| 南アフリカ（2004年）                                                    | 50         | 125          | －              | 500        | 94              | 188          | 376           | 60         | 180        | －      | －    | －              | 235            |
| インド（1994年） （高リスク者/住宅地/工業地）                           | 15/60/80   | 30/80/120    | －              | －         | 15/60/80        | 30/80/120    | －            | 50/60/120  | －         | －      | －    | －              | －             |
| 中国（1996年） （1級/2級/3級）                                          | 20/60/100  | 50/150/250   | 150/500/700     | －         | 40/40/80        | 80/80/120    | 120/120/240   | 40/100/150 | 50/150/250 | －      | －    | －              | 120/160/200    |
| *1：高リスク者/一般。*2：光化学オキシダントの基準値。*3：をもとに換算。 |            |              |                 |            |                 |              |               |            |            |         |       |                 |                |

#### WHO空気質指針
以下は、1999年、2000年、2005年発表のWHOの「空気質指針」(WHO AQG(1999), WHO AQG(2000), WHO AQG(2005))にリストされている大気汚染物質の一覧である。異なる物質同士の値の大小で単純に害の大小を比較することはできない。またこの値は、個々の物質について独立に健康影響を評価した指針値であり、複数の物質が混合した場合の相乗効果などについては考慮していない。
| 種類 | 物質                   | 物質                   | 世界規模の 平均的濃度範囲 (µg/m3) | ガイドライン       | ガイドライン                  | 備考                                        |
| 種類 | 物質                   | 物質                   | 世界規模の 平均的濃度範囲 (µg/m3) | 時間平均値 (µg/m3) | 曝露時間                      | 備考                                        |
| 古典的 大気 汚染 物質 | 硫黄酸化物(SOx)        | 硫黄酸化物(SOx)        | －                                | －                 | －                            |                                             |
| 古典的 大気 汚染 物質 |                        | 二酸化硫黄(SO2)        | 5-400                             | 500                | 10分                          |                                             |
| 古典的 大気 汚染 物質 | －                     | 二酸化硫黄(SO2)        | 5-400                             | 1時間              | 日本：0.1ppm=約262µg/m3       |                                             |
| 古典的 大気 汚染 物質 | 20                     | 二酸化硫黄(SO2)        | 5-400                             | 24時間             | 日本：0.04ppm=約105µg/m3      |                                             |
| 古典的 大気 汚染 物質 | 50                     | 二酸化硫黄(SO2)        | 5-400                             | 1年                | [ 71 ]                        |                                             |
| 古典的 大気 汚染 物質 | 窒素酸化物(NOx)        | 窒素酸化物(NOx)        | －                                | －                 | －                            |                                             |
| 古典的 大気 汚染 物質 |                        | 二酸化窒素(NO2)        | 10-150                            | 200                | 1時間                         |                                             |
| 古典的 大気 汚染 物質 | －                     | 二酸化窒素(NO2)        | 10-150                            | 24時間             | 日本：0.04-0.06ppm=約113µg/m3 |                                             |
| 古典的 大気 汚染 物質 | 40                     | 二酸化窒素(NO2)        | 10-150                            | 1年                |                               |                                             |
| 古典的 大気 汚染 物質 | 光化学オキシダント(OX) | 光化学オキシダント(OX) | －                                | －                 | 1時間                         | 日本：0.06ppm=約118µg/m3                    |
| 古典的 大気 汚染 物質 |                        | オゾン(O3)             | 10-100                            | 100                | 8時間                         |                                             |
| 古典的 大気 汚染 物質 | 粒子状物質             | 粒子状物質             | －                                | －                 | －                            |                                             |
| 古典的 大気 汚染 物質 |                        | 浮遊粒子状物質 (SPM)   | －                                | －                 | 1時間                         | 日本：200µg/m3                              |
| 古典的 大気 汚染 物質 | －                     | 浮遊粒子状物質 (SPM)   | －                                | 24時間             | 日本：100µg/m3                |                                             |
| 古典的 大気 汚染 物質 | PM10                   | 数十-数百程度          | 50                                | 24時間             |                               |                                             |
| 古典的 大気 汚染 物質 | PM10                   | 数十-数百程度          | 20                                | 1年間              |                               |                                             |
| 古典的 大気 汚染 物質 | PM2.5                  | 数十-数百程度          | 25                                | 24時間             | 日本：35µg/m3                 |                                             |
| 古典的 大気 汚染 物質 | PM2.5                  | 数十-数百程度          | 10                                | 1年間              | 日本：15µg/m3                 |                                             |
| 有機物 | 一酸化炭素(CO)         | 一酸化炭素(CO)         | 60-140                            | 100,000(90ppm)     | 15分                          |                                             |
| 有機物 | 一酸化炭素(CO)         | 一酸化炭素(CO)         | 60-140                            | 60,000(50ppm)      | 30分                          |                                             |
| 有機物 | 一酸化炭素(CO)         | 一酸化炭素(CO)         | 60-140                            | 30,000(25ppm)      | 1時間                         |                                             |
| 有機物 | 一酸化炭素(CO)         | 一酸化炭素(CO)         | 60-140                            | 10,000(10ppm)      | 8時間                         | 日本：20ppm                                 |
| 有機物 | 一酸化炭素(CO)         | 一酸化炭素(CO)         | 60-140                            | －                 | 24時間                        | 日本：10ppm                                 |
| 有機物 | ホルムアルデヒド       | ホルムアルデヒド       | 0.001-0.02                        | 100                | 30分                          |                                             |
| 有機物 | エチルベンゼン         | エチルベンゼン         | 1-100                             | 22,000             | 1年間                         | [ 71 ]                                      |
| 有機物 | スチレン               | スチレン               | 1以下-20                          | 70                 | 30分                          |                                             |
| 有機物 | スチレン               | スチレン               | 1以下-20                          | 260                | 1週間                         |                                             |
| 有機物 | トルエン               | トルエン               | 5以下-150                         | 1,000              | 30分                          |                                             |
| 有機物 | トルエン               | トルエン               | 5以下-150                         | 260                | 1週間                         |                                             |
| 有機物 | キシレン               | キシレン               | 1-100                             | 4,800              | 24時間                        | [ 71 ]                                      |
| 有機物 | キシレン               | キシレン               | 1-100                             | 870                | 1年間                         | [ 71 ]                                      |
| 有機物 | アクロレイン           | アクロレイン           | 15                                | 50                 | 30分                          | [ 71 ]                                      |
| 有機物 | アクリル酸             | アクリル酸             | －                                | 54                 | 1年間                         | [ 71 ]                                      |
| 有機物 | テトラクロロエチレン   | テトラクロロエチレン   | 1以下-5                           | 8,000              | 30分                          | 日本：1年平均値200µg/m3                     |
| 有機物 | テトラクロロエチレン   | テトラクロロエチレン   | 1以下-5                           | 250                | 24時間                        | 日本：1年平均値200µg/m3                     |
| 有機物 | 1,2-ジクロロエタン     | 1,2-ジクロロエタン     | 0.2-1程度                         | 700                | 24時間                        |                                             |
| 有機物 | ジクロロメタン         | ジクロロメタン         | 5以下程度                         | 3,000              | 24時間                        | 日本：1年平均値150µg/m3                     |
| 有機物 | 二硫化炭素             | 二硫化炭素             | 10-1,500                          | 20                 | 30分                          |                                             |
| 有機物 | 二硫化炭素             | 二硫化炭素             | 10-1,500                          | 100                | 24時間                        |                                             |
| 有機物 | フッ化物               | フッ化物               | 0.5-3程度                         | －                 | 1年間                         |                                             |
| 有機物 | 硫化水素               | 硫化水素               | －                                | 7                  | 30分                          |                                             |
| 有機物 | 硫化水素               | 硫化水素               | －                                | 150                | 24時間                        |                                             |
| 無機物 | 鉛                     | 鉛                     | 0.15-0.5程度                      | 0.5                | 1年間                         |                                             |
| 無機物 | カドミウム             | カドミウム             | －                                | 0.005              | 1年間                         | IARC分類1                                   |
| 無機物 | マンガン               | マンガン               | 0.01-0.07                         | 0.15               | 1年間                         |                                             |
| 無機物 | 無機水銀               | 無機水銀               | 0.002-0.01                        | 1                  | 1年間                         | 日本：（水銀）一年平均値40ngHg/m3（指針値） |
| 無機物 | バナジウム             | バナジウム             | 0.01-0.2                          | 1                  | 24時間                        |                                             |
| 注：平均的濃度範囲は、出典中の掲載文に記載されている、屋外における年間平均での目安。 原則は世界平均で、欧米など限られた地域のみの平均データには「程度」と付記している。 |                        |                        |                                   |                    |                               |                                             |

| 種類   | 物質                        | 物質                       | 世界規模の 平均的濃度範囲 (µg/m3) | ガイドライン                            | IARC発がん性分類 | 備考                                                    |
| 種類   | 物質                        | 物質                       | 世界規模の 平均的濃度範囲 (µg/m3) | ユニットリスク(UR)値 (1µg/m3における値) | IARC発がん性分類 | 備考                                                    |
| 有機物 | アセトアルデヒド            | アセトアルデヒド           | 5                                 | (1.5 - 9)x10-7                          | 2B               | [ 71 ]                                                  |
| 有機物 | アクリロニトリル            | アクリロニトリル           | [ 注 17 ]                         | 2x10-5                                  | 2A               | 日本：一年平均値2µg/m3（指針値）                        |
| 有機物 | ベンゼン                    | ベンゼン                   | 5-20                              | 6x10-6                                  | 1                | 日本：1年平均値3µg/m3                                   |
| 有機物 | 多環芳香族炭化水素(PAH)     | 多環芳香族炭化水素(PAH)    | －                                | －                                      | －               |                                                         |
| 有機物 |                             | ベンゾ[a]ピレン            | 0.001以下-0.01程度                | 9x10-2                                  | 1                |                                                         |
| 有機物 | アンタントレン              | －                         | (2.4 - 2.8)x10-2                  | －                                      |                  |                                                         |
| 有機物 | ベンズ[a]アントラセン       | －                         | (1.2 - 13)x10-4                   | －                                      |                  |                                                         |
| 有機物 | ベンゾ[b]フルオランテン     | －                         | (0.87 - 1.2)x10-2                 | －                                      |                  |                                                         |
| 有機物 | ベンゾ[j]フルオランテン     | －                         | (0.4 - 0.87)x10-2                 | －                                      |                  |                                                         |
| 有機物 | ベンゾ[k]フルオランテン     | －                         | (8.7 - 87)x10-4                   | －                                      |                  |                                                         |
| 有機物 | クリセン                    | －                         | (8.7 - 870)x10-5                  | －                                      |                  |                                                         |
| 有機物 | シクロペンタ[cd]ピレン      | －                         | (1 - 8.7)x10-3                    | －                                      |                  |                                                         |
| 有機物 | ジベンゾ[a,e]ピレン         | －                         | 8.7x10-2                          | －                                      |                  |                                                         |
| 有機物 | ジベンズ[a,c]アントラセン   | －                         | 8.7x10-3                          | －                                      |                  |                                                         |
| 有機物 | ジベンズ[a,h]アントラセン   | －                         | (7.7 - 43.5)x10-2                 | －                                      |                  |                                                         |
| 有機物 | ジベンゾ[a,l]ピレン         | －                         | 8.7                               | －                                      |                  |                                                         |
| 有機物 | ジベンゾ[a,e]フルオランテン | －                         | 8.7x10-2                          | －                                      |                  |                                                         |
| 有機物 | ジベンゾ[a,h]ピレン         | －                         | (8.7 - 10.4)x10-2                 | －                                      |                  |                                                         |
| 有機物 | ジベンゾ[a,i]ピレン         | －                         | 8.7x10-3                          | －                                      |                  |                                                         |
| 有機物 | フルオランテン              | －                         | (8.7 - 87)x10-5                   | －                                      |                  |                                                         |
| 有機物 | インデノ[1,2,3,-cd]ピレン   | －                         | (5.8 - 20.2)x10-3                 | －                                      |                  |                                                         |
| 有機物 | ビス(クロロメチル)エーテル  | ビス(クロロメチル)エーテル | －                                | 8.3x10-3                                | 1                | [ 71 ]                                                  |
| 有機物 | クロロホルム                | クロロホルム               | 0.3-10                            | 4.2x10-7                                | 2B               | [ 71 ]                                                  |
| 有機物 | 1,1,2,2-テトラクロロエタン  | 1,1,2,2-テトラクロロエタン | 0.1-0.7                           | (0.6 - 3.0)x10-6                        | 3                | [ 71 ]                                                  |
| 有機物 | トリクロロエチレン          | トリクロロエチレン         | 1-10                              | 4.3x10-7                                | 2A               | 日本：1年平均値200µg/m3                                 |
| 有機物 | 塩化ビニル                  | 塩化ビニル                 | 0.1-10                            | 1x10-6                                  | 1                | 日本：（塩化ビニルモノマー）一年平均値10µg/m3（指針値） |
| 無機物 | ヒ素                        | ヒ素                       | 0.001-0.03                        | 1.5x10-3                                | 1                |                                                         |
| 無機物 | 石綿（アスベスト）          | 石綿（アスベスト）         | －                                | [ 注 19 ]                               | 1                |                                                         |
| 無機物 | 六価クロム                  | 六価クロム                 | 0.005-0.2                         | 4x10-2                                  | 1                |                                                         |
| 無機物 | ニッケル粉末                | ニッケル粉末               | 1-180                             | 4x10-4                                  | 1                | 日本：（ニッケル化合物）一年平均値25ngNi/m3（指針値）   |
| 混合物 | ディーゼル排気ガス          | ディーゼル排気ガス         | 1-10                              | (1.6 - 7.1)x10-5                        | 2A               | [ 71 ]                                                  |
| 混合物 | 受動喫煙（環境たばこ煙）    | 受動喫煙（環境たばこ煙）   | 1-10                              | 1x10-3                                  | －               |                                                         |

| WHO空気質指針で検討されたが指針値設定が見送られているもの（2005年時点）              | WHO空気質指針で検討されたが指針値設定が見送られているもの（2005年時点） | WHO空気質指針で検討されたが指針値設定が見送られているもの（2005年時点） | WHO空気質指針で検討されたが指針値設定が見送られているもの（2005年時点） |
| ------------------------------------------------------------------------------------ | ----------------------------------------------------------------------- | ----------------------------------------------------------------------- | ----------------------------------------------------------------------- |
| 種類                                                                                 | 物質                                                                    | 世界規模の 平均的濃度範囲 (µg/m3)                                       | 備考                                                                    |
| 有機物                                                                               | アセトン                                                                | 0.5-125                                                                 | [ 71 ]                                                                  |
| 有機物                                                                               | 2-ブトキシエタノール(en)                                                | 0.1-15                                                                  | [ 71 ]                                                                  |
| 有機物                                                                               | ブタジエン                                                              | 2-20以下程度                                                            | IARC分類2A                                                              |
| 有機物                                                                               | ポリ塩化ビフェニル(PCB)                                                 | 推定0.001程度                                                           | IARC分類2A                                                              |
| 有機物                                                                               | ダイオキシン類 (PCDD, PCDFなど)                                         | 推定0.1pg/m3程度                                                        | IARC分類2A 日本：1年平均値0.6pg-TEQ/m3                                  |
| 無機物                                                                               | プラチナ                                                                | －                                                                      | [ 注 23 ]                                                               |
| 無機物                                                                               | ラドン                                                                  | 10程度                                                                  | IARC分類1                                                               |
| 混合物                                                                               | 人造ガラス質繊維(MMVF)                                                  | 2-1,700fiber/m3                                                         | [ 注 25 ]                                                               |
| エビデンス（研究・知見）の不足により策定時点で指針値を定める事は不適当とされたもの。 |                                                                         |                                                                         |                                                                         |

## 監視と予測

### 大気汚染モニタリング

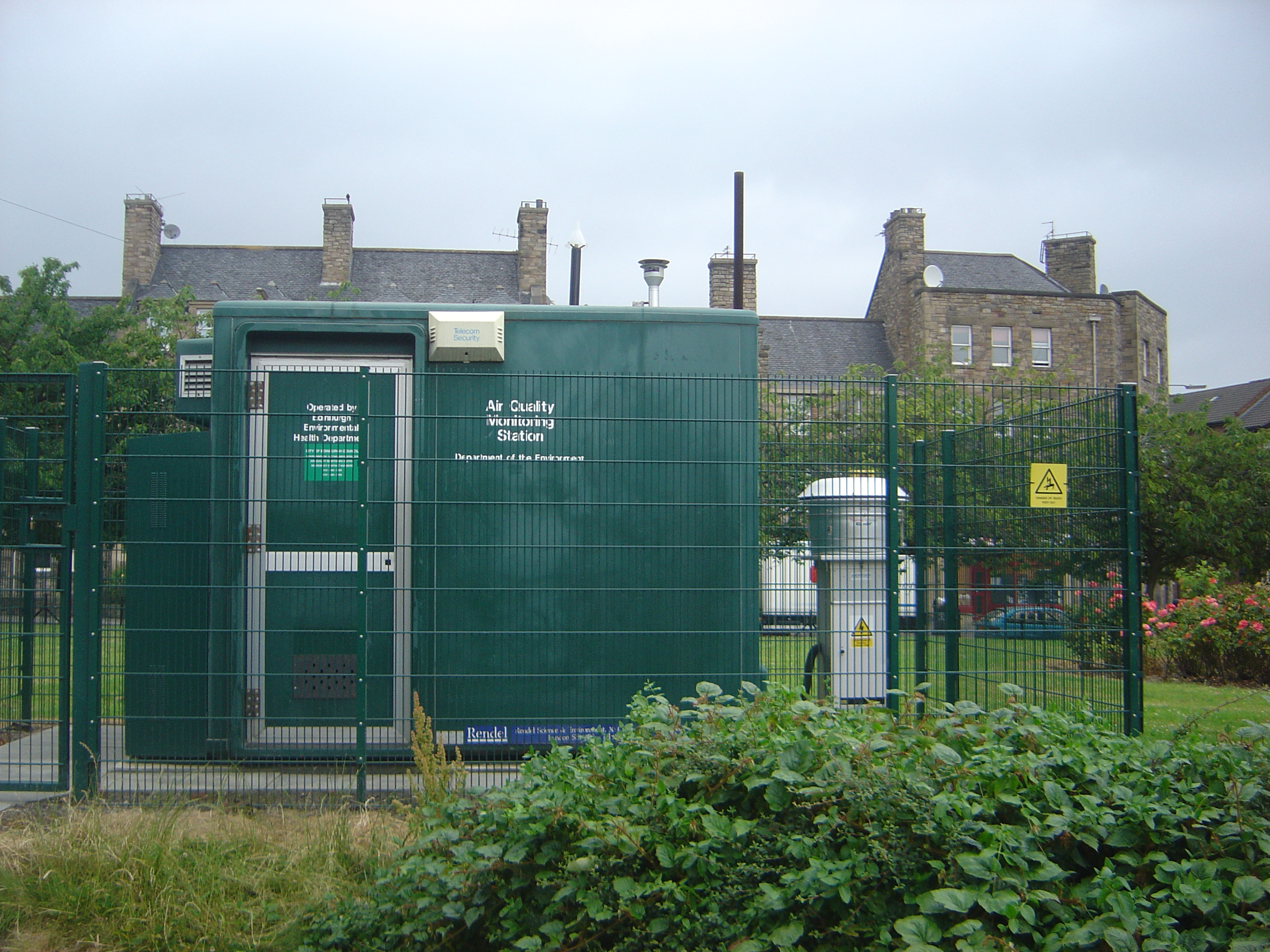
観測所

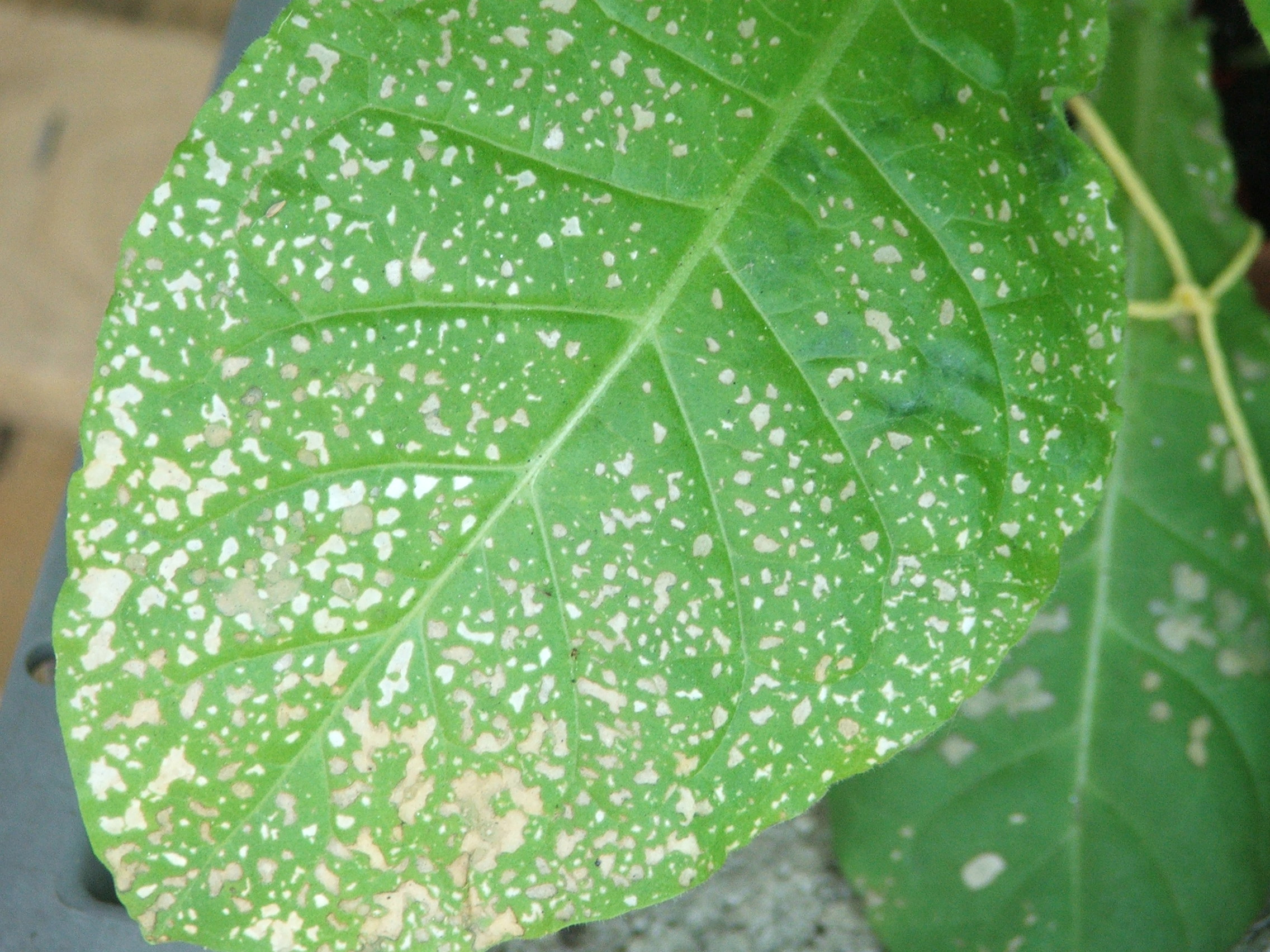
大気汚染によるタバコの葉の白斑

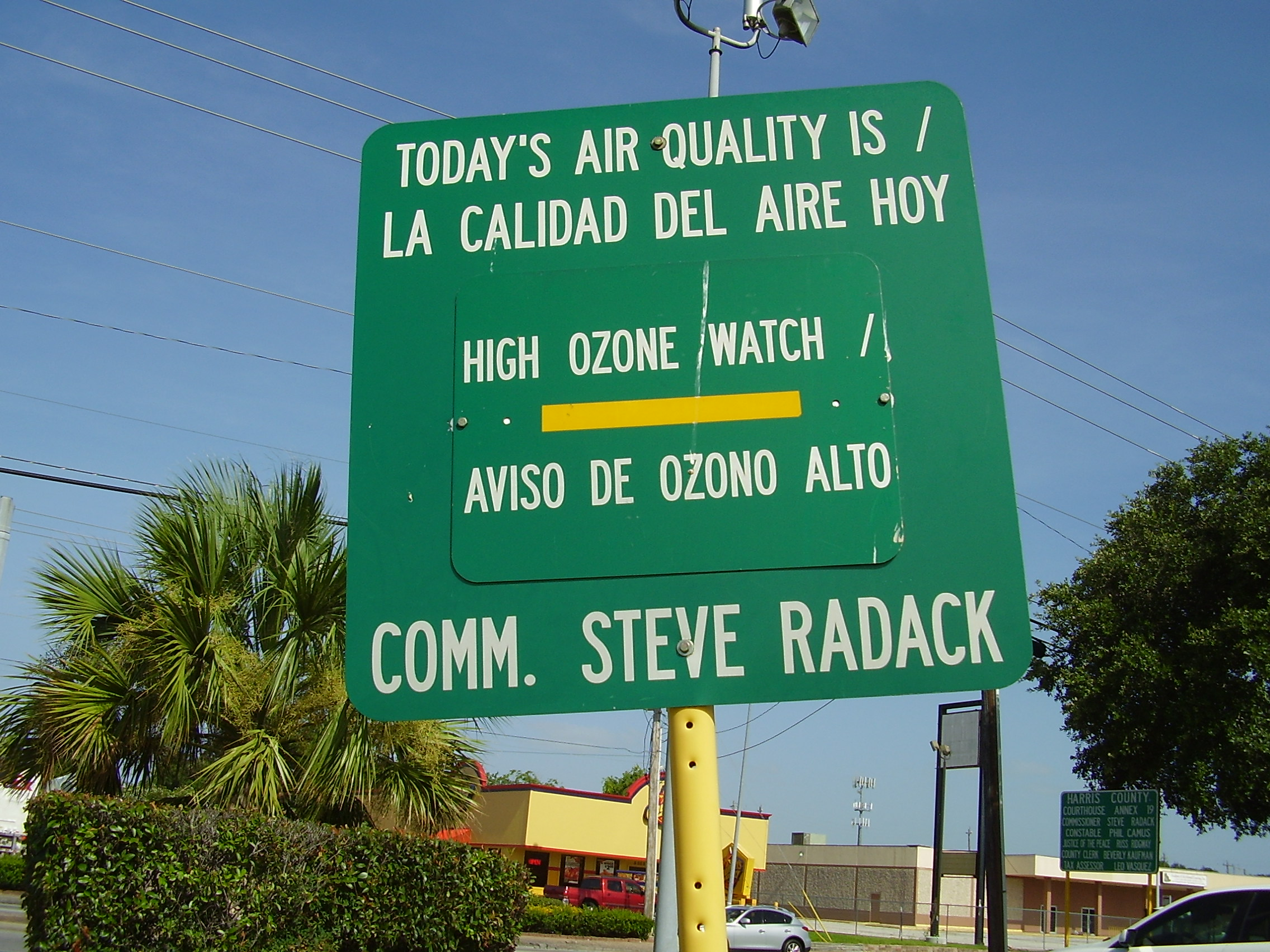
オゾンの濃度上昇を知らせる看板、アメリカテキサス州ヒューストン

汚染物質を定量的に表すのは、大気中における濃度（重量比や体積比）、単位時間・単位面積当たりの沈着（堆積）量や落下（降下）量である。大気の汚染状況を監視するためには長期的に連続して観測することが必要であり、PM、SOx、NOx、OXなどの主要汚染物質の観測には自動で連続観測できる測定装置を設置することが多い。
粒子状物質は世界的にはPM10とPM2.5が指標として用いられる。PM10は粒子径10µmで50%の捕集効率を持つ分粒装置を通過する微粒子、同様にPM2.5は2.5µmである。初期にはろ紙を用いるBS法、次にハイボリュームエアサンプラーを用いる方法（例としてアメリカでは1980年代後半まで）が用いられたが精度が高くなく、現在はローボリュームエアサンプラーを用いる方法、フィルタで集めた粒子をベータ線照射や振動により測定する方法や、EPAのPM2.5サンプラーなどが用いられている。WHOの資料（2005年）によると世界の人口10万人以上の都市3,400のうちPM10の測定が行われているのは216都市にとどまり、そのほとんどが北アメリカやヨーロッパであるように、測定地点が少ないことが指摘されている。
ガス状物質の測定法は物質によりさまざまであるが、連続的に測定するものとしては溶媒へ吸収させて導電率や光の透過率を測定する方法、赤外線照射で得られるスペクトルから分析する赤外分光法、同様に紫外線・可視光線・近赤外線照射を用いる紫外・可視・近赤外分光法などが用いられ、連続測定が難しく採取分析を行うものではガスクロマトグラフィーなどが用いられる。
特に観測点が乏しい場合や、計器観測点の間隔よりも小さな規模の汚染を調べる場合などには、大気汚染の生物指標として、樹木の葉の様子や、樹木に着生する大気汚染に弱い地衣類の様子を観察・利用する場合がある。マツの葉の断面は、気孔周辺に煤が溜まりやすいことが知られている。

### 越境輸送のモニタリング
越境汚染問題においては、国境を越えて輸送される大気汚染物質の動向を明らかにするため、高濃度汚染時の風向による簡単な解析の他に、地域ごとの排出量と沈着量から他の地域からの流入を推定する方法、汚染物質中の同位体比をトレーサーとして発生源を推定する方法、長距離輸送モデルによる解析などが用いられる。
トレーサーとしては硫黄、鉛、ラドンなどの同位体が用いられる。産地により固有の値をとる石炭や石油の硫黄分の硫黄同位体比により硫黄酸化物の発生源を推定できる。また工業製品に含まれる鉛も産地により値が異なることから発生源を推定できる場合がある。半減期が約10.6時間の212Pbと約3.8日の222Rnなど、片方がもう一方の崩壊生成物でかつ半減期の異なる同位体の比率を用いても発生源を推定できる。
長距離輸送モデルでは、ヨーロッパでは酸性雨の原因物質である硫黄酸化物を中心に研究が進んで"RAINS-Europe"というモデルが開発されているほか、温室効果ガスの解析用として"GAINS"というモデルが開発されている。アジアではRAINS-Europeを応用した"RAINS-Asia"などが開発されている。ただし、モデルにより大きな誤差が出て議論になる場合もある。

### 予報
また、急性の健康被害をもたらすような高濃度汚染を防止することを目的に、大気汚染予報も行われる。高濃度汚染の活性する可能性を「大気汚染気象ポテンシャル」または「大気汚染ポテンシャル」といい、行政が行う汚染物質排出動向の調査に基づく排出予測と、気象学の理論を用いた汚染物質の動きの予測を組み合わせて、数値などでその大きさを求める。汚染物質の動きは数値予報モデル（主に大気拡散モデル）で算出される予報資料などを用いる。
大気汚染予報で用いる主な数値には、混合層高度(Mixing Depth)、移送風速、滞留示数(Stagnation Index)などがある。混合層高度とは、地表から高度数百mまでの混合層の頂上の高度のことで、この上には水平風が強い層がある。混合層高度が高いほど大気汚染物質が上下に混合され上層で水平風により拡散されやすいことを示す。普通はその日の気温が最も高くなる頃に最も高くなり、これを最大混合層高度(Maximum Mixing Depth)という。これに対して混合層高度が最も低くなるのは日の出の頃で、高層気象データをプロットしたエマグラム上でも算出できる。移送風速は混合層内の水平方向の風速である。滞留示数は複数の気象要素から空気の滞留の度合いを示すもので、地上の降水量や湿度、850hPa（高度約1,500m）風速、500hPa（高度約5,500m）渦度などの要素を用いる。
このような予報が開始されたのは、ヨーロッパやアメリカでは第二次世界大戦後から1950年代、日本では1960年代、中国では1980年代である。

### 指標・警報
大気汚染の状況を空気質の指数で発表している地域や、一定以上の汚染が発生しているとき・予想されるときに警報などを発表する地域がある。
- アメリカ - 空気質指数(Air quality index, AQI)を発表。"Good","Moderate","Unhealthy for Sensitive Groups","Unhealthy","Very Unhealthy","Hazardous"の6段階で、1時間値や12時間値などを基に算出している。予報も行う[97]。
- カナダ - 空気質健康指数(Air Quality Health Index, AQHI)を発表。"Low health risk","Moderate health risk","High health risk","Very high health risk"の4段階。予報も行う[98]
- EU - 域内の空気質指数(Air quality index, AQI)を発表。5段階[99]。
- イギリス - 空気質指数(Air quality index, AQI)を発表。4段階。予報も行う[100]。
- フランス - 観測値と予報を発表[101]。
- 日本 - 高濃度が観測されたまたは予想される場合、大気汚染注意報を発表。その多くは光化学スモッグ注意報[102]。
- 中国 - 空気質指数（环境空气质量指数（AQI））を発表。7段階[103]。
- 香港 - 空気汚染指数(Air Pollution Index, API)を発表[104]。
- インド - 空気質指数(Air quality index, AQI)を発表。5段階[105]。

## 日本の状況

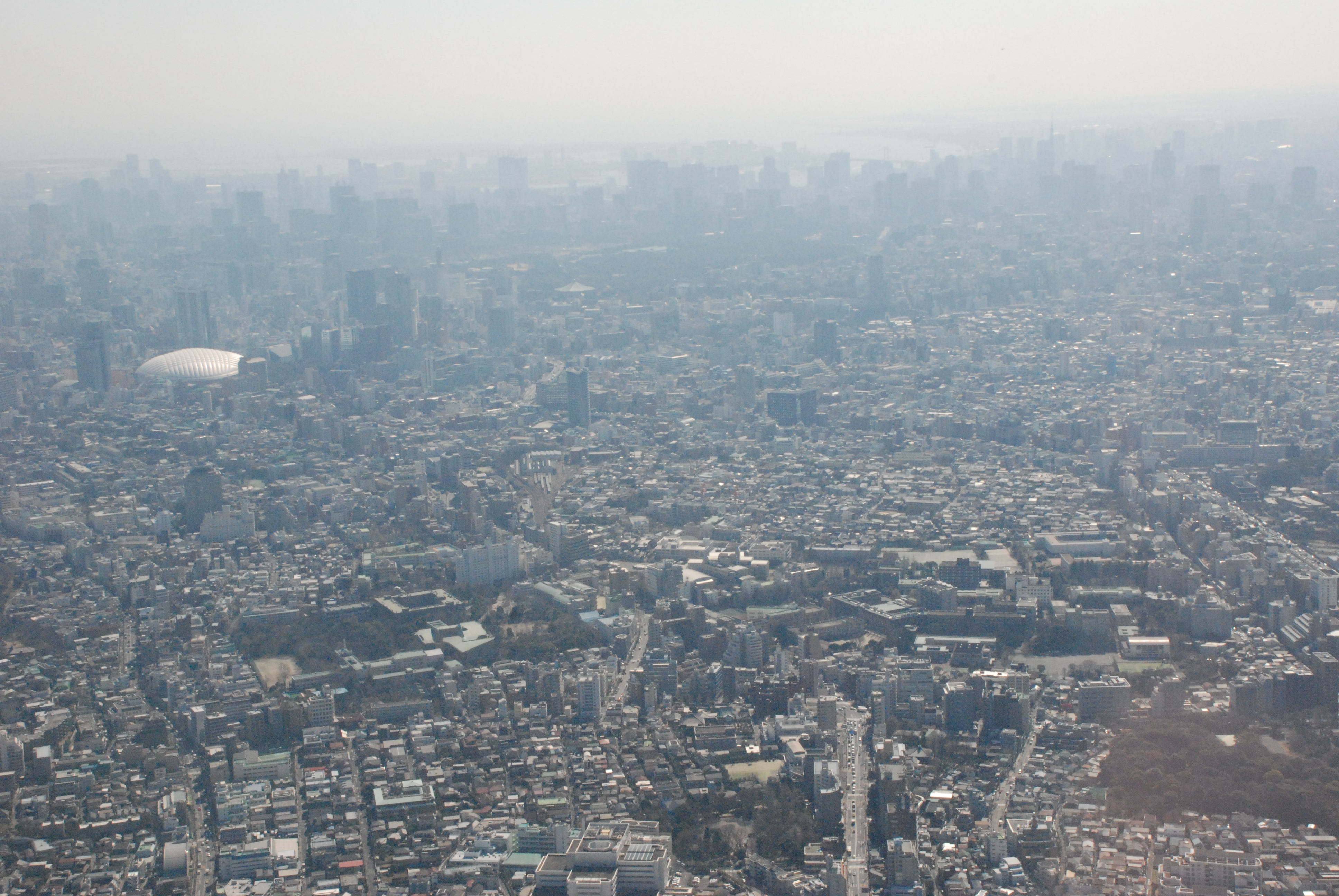
東京の大気汚染

日本においては、明治初期（19世紀終盤）から産業による大気汚染が発生し始めた。
早期に製鉄所ができた八幡や釜石では高炉からの煤塵による大気汚染が起きた。栃木・群馬の足尾銅山鉱毒事件では、水質汚染とともに銅の精錬所から排出される二酸化硫黄が植物に被害を与えている。愛媛の別子銅山でも精錬所からの二酸化硫黄が農業被害を起こし紛争となっている
1883年から1884年（明治16-17年）には大阪市で煤煙による広域汚染が問題となり、大阪府が煤煙を規制する通達を出して以降、市や府による対策やメディアによる報道も行われたが、大気汚染は悪化した。この時期大阪市は別名「煙の都」とも呼ばれていた。1922年（大正11年）には大阪市立衛生試験所が大気の広域的な調査を開始するなど、調査研究もこの頃からいくつか行われ始めている。
同様の汚染は隣の京都や兵庫、また東京や神奈川、福岡でも生じた。工場周囲での汚染、ばい煙による広域汚染に、自動車の排気なども加わり、大気汚染は拡大していった。
第二次世界大戦中には休止した工場もあったが、戦後は再操業・増産を行うなど産業の復興に伴い大気汚染が再び深刻化した。工業地帯では、煤煙や製鉄所からの酸化鉄ヒュームが空を覆い「太陽が赤く染まる」ほどの汚染ともいわれ、洗濯物が汚れ、視程が悪化するなど生活に影響を与えた。こうした汚染に対して住民の苦情も増し、1949年（昭和24年）に東京都、1950年（昭和25年）に大阪府、1951年（昭和26年）に神奈川県で、それぞれ公害防止条例が制定されている。
1960年代に入ると、国に対する規制を求める世論も高まり、1962年（昭和37年）には煤煙の排出の規制等に関する法律が制定され、京浜工業地帯、阪神工業地帯、北九州工業地帯などの指定地域のすすや粉塵等の規制が開始された。しかしこの法律では、電力・ガス事業が対象外とされたほか、硫黄酸化物の問題をほとんど考慮していなかった。
1960年頃から三重県四日市市に誘致された四日市コンビナートによる大気汚染のため、四日市ぜんそくの被害が深刻化し始める。またそれに先出ち、1950年代から京浜工業地帯で川崎ぜんそくが社会問題となっていた。
1967年（昭和42年）には公害対策基本法、翌1968年（昭和43年）には煤煙の排出の規制等に関する法律に代えて大気汚染防止法が制定された。大気汚染防止法は、硫黄酸化物の排出規制に関して煙突が低いほど上限が低くなる「K値規制」、初めての自動車排出ガス規制を含むものであった。しかし二酸化硫黄の濃度はしばしば高濃度となって「緊急時措置」が執られた。
1970年代に入ると大気汚染の深刻化に世論が高まり、1970年（昭和45年）の通称「公害国会」で大規模な法改正が行われた。この改正により、窒素酸化物 (NOx)、炭化水素、鉛などの有害物質が規制対象に加えられ、電力・ガス事業も対象となり、工業地域などに限定されていた規制が国内全域に拡大されるなどしている。また被害の顕著な都市部では、自治体が条例により独自に上乗せ規制を行うところも出てきた。また1972年（昭和47年）には四日市公害訴訟で被害者側が勝訴し、1973年（昭和48年）の公害健康被害補償法の制定につながる。

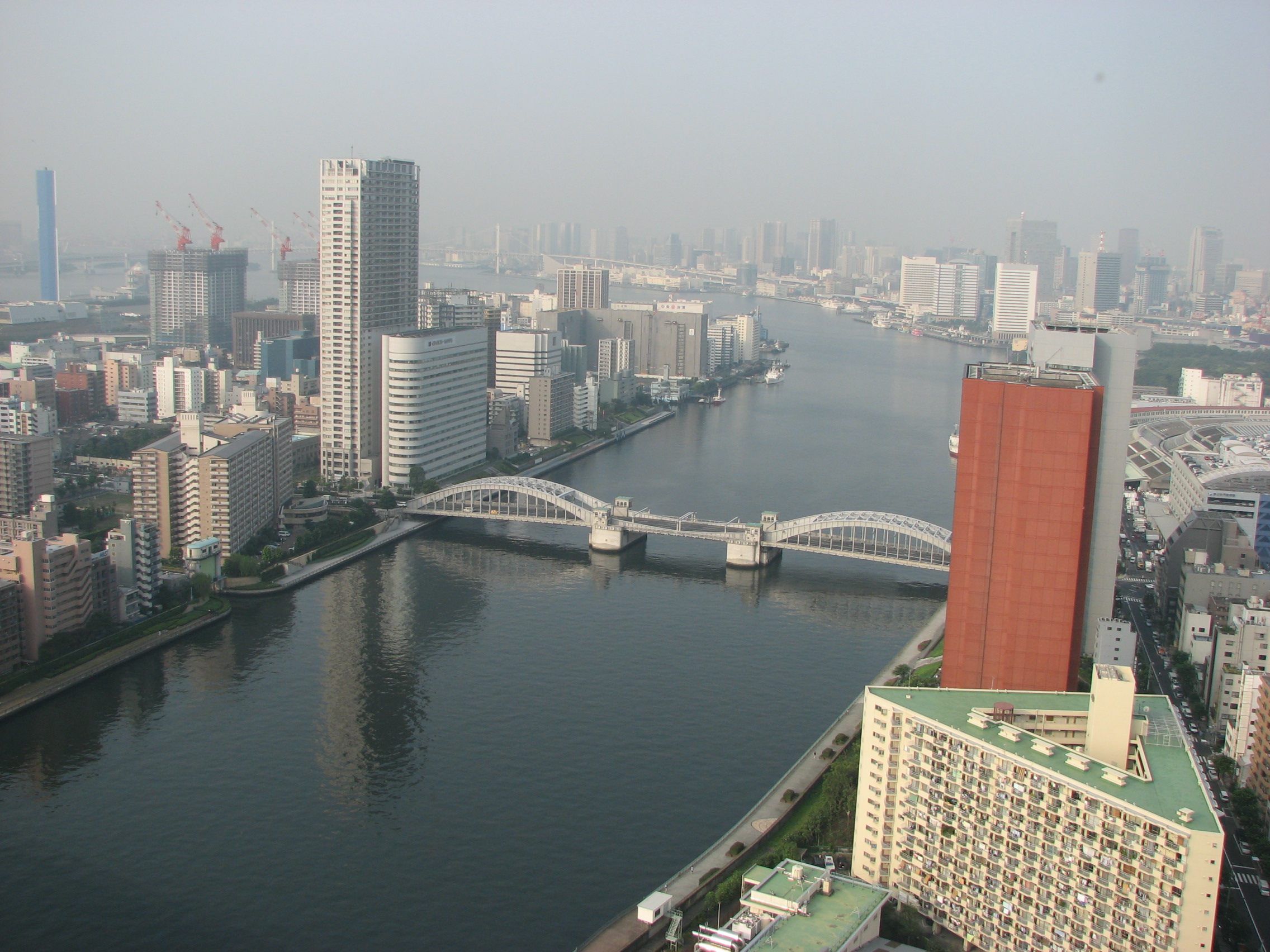
夏のスモッグ、東京都中央区（2006年）

1970年代を境に集塵装置や脱硫装置の開発・普及が進み、煤塵や硫黄酸化物の濃度は低下して20年で5分の1程度になった。2010年の時点で硫黄酸化物の濃度は99%以上の測定地点で環境基準を達成している。二酸化窒素の濃度は1970年代に減少してから横ばいが続いていたが、自動車排出ガス規制や都市部での総量規制などが始まって以降、2000年代から緩やかに減少している。
その後もコンビナート地帯や大都市の幹線道路沿いなどの大気汚染が完全に解消されたわけではなく、四大公害訴訟（水俣病・第二水俣病・イタイイタイ病・四日市ぜんそく）が終わった1970年代後半以降も、京葉工業地帯のある千葉市（1975 - 1992年）、大阪市有数の工業地域における西淀川公害訴訟（1978 - 1998年）、川崎公害訴訟（1982 - 1999年）、水島臨海工業地帯周辺の倉敷・水島（1983-1996年）、阪神工業地帯のある尼崎市（1988-2000年）、名古屋南部（1989-2001年）、東京大気汚染訴訟（1996-2007年）など、各地で大気汚染訴訟が提起されている。この中には、公害健康被害補償法下で指定されていた汚染地域が1988年にすべて解除され、補償対象となる患者認定が新規に行われなくなったことが関係している訴訟もある。その後、基金などを設立する動きも出ている。
有害大気汚染物質は、2000年施行のPRTR法やダイオキシン対策特措法で排出管理が厳格化された。
排出ガス規制の遅れていたディーゼル自動車に対しては、自動車NOx・PM法が段階的に強化されたほか、都市部でのディーゼル車規制条例、一定年数を過ぎた使用過程車への自動車税の割増措置（スクラップインセンティブ）が行われている。また、運送業（例：ヤマト運輸の宅急便配達）など企業によっては自動車の使用抑制として環境負荷の軽い自転車の活用促進なども行われている。
1970年7月18日に東京都杉並区などで発生した被害が大きく取り上げられて以降、主に自動車排ガス中の炭化水素と二酸化窒素に由来する光化学スモッグが深刻化した。国内の光化学スモッグ注意報などの発表延べ日数は、1973年（昭和48年）に300日を超えてピークに達した後、1984年（昭和59年）に100日以下に減少したがその後100-200日前後を推移、2000年と2007年には200日を超えている。光化学オキシダントの濃度も、2006年から2010年の5年間で環境基準を達成している地点は0.2-0%とほとんどなく、平成24年の環境白書でも「依然として低い水準」とされている。また2000年前後から、対馬などの離島や西日本、日本海側などで大陸（主に中国）から越境輸送された汚染物質が影響したと推定される光化学オキシダントの高濃度事例が発生している。
これに関連して、原因物質である窒素酸化物や非メタン炭化水素(NMHO)の濃度が緩やかに減少しているにもかかわらず、光化学オキシダントの濃度は年間約1%の割合で緩やかに上昇しているという結果が出ている。この原因として、アジアからの越境輸送が広域的に広がり濃度を押し上げているとの指摘がある。また、2010年には雨の国内平均水素イオン濃度(pH)は4.78で酸性雨だが、植物被害などは発生していない。ただし、酸性雨の発現には時間差があることから、アジアでの汚染物質排出量が増大しているのに伴って、将来酸性雨による被害が発生する恐れがあるとされている。

### 中国、朝鮮半島からの越境汚染

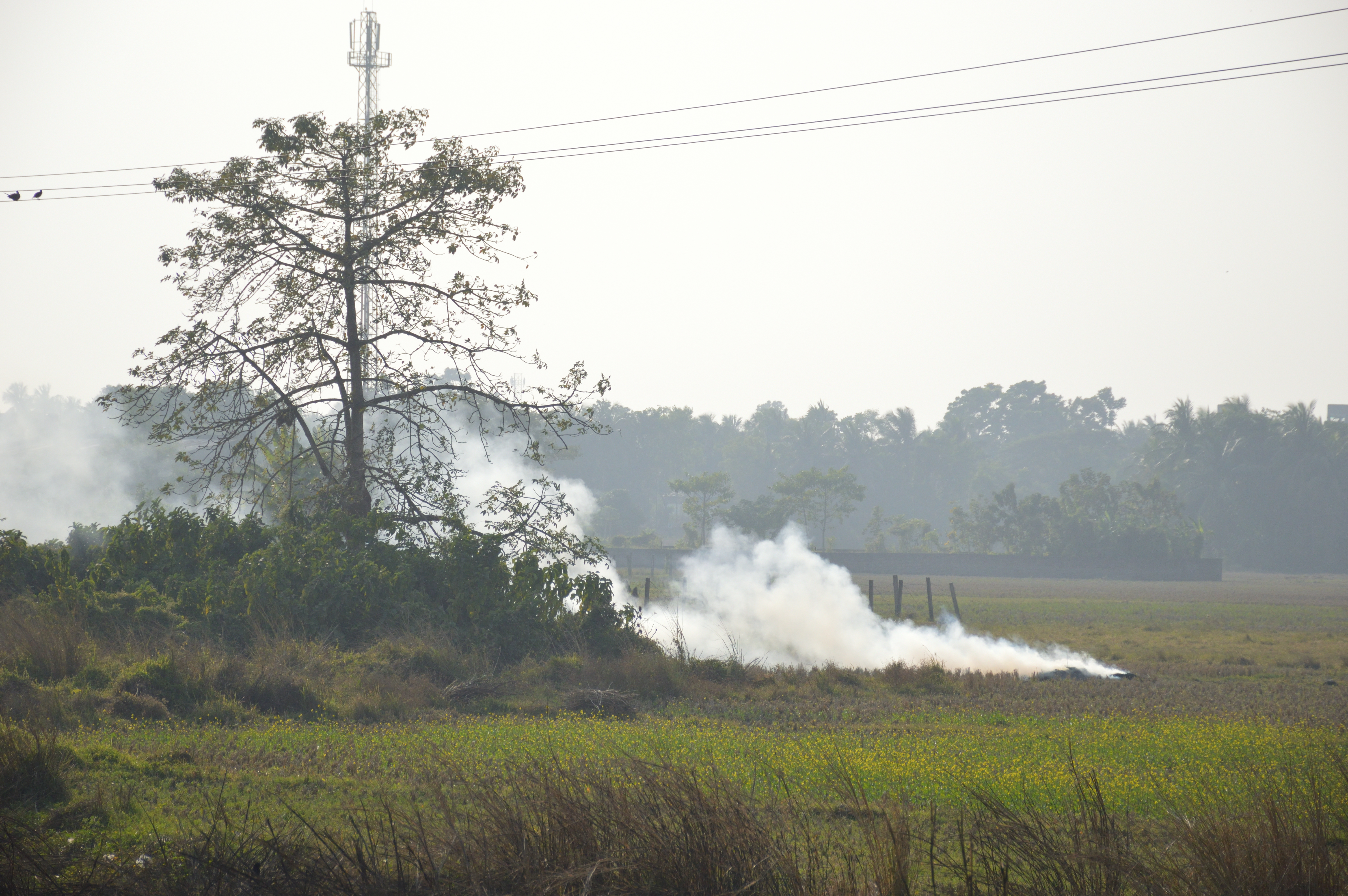
野焼き

日本に沈着する汚染物質の発生源の解析では、1990年頃は硫黄酸化物の4-5割が国内、1-3割が中国、1割前後が朝鮮半島であった。なお、冬季には北西季節風により中国から排出の寄与度が全体の半分以上に増加するという解析結果がある。また窒素酸化物の発生源（1990年頃）は65-75%が国内、13-18%が中国、10-15%が朝鮮半島とされる。ただし、越境汚染は2010年代をピークとして減少しつつあり、硫黄酸化物の減少幅が大きい。一方で、相対的に国内で従来から行われている野焼きによる排出の寄与が割合を増してきているという報告がある。